# Opere di Jean-Paul Sartre
Questo è l'elenco delle opere di Jean-Paul Sartre (1905-1980), con le traduzioni italiane.

## 1923
- L'Ange du morbide, in "La Revue sans titre", 1, 15 gennaio; poi in Les Écrits de Sartre (1970) e in Écrits de jeunesse (1990).
- Jésus la Chouette, professeur de province, in "La Revue sans titre", 2 (10 febbraio), 3 (25 febbraio), 4 (10 marzo), poi in Les Écrits de Sartre e in Écrits de jeunesse.

## 1927
- The Theory of State in modern French thought, in "The New Ambassador. Revue universitaire internationale", 1, gennaio, poi in Les Écrits de Sartre.

## 1929
- Frammento di una lettera in Enquête auprès des étudiants d'aujourd'hui, in "Les Nouvelles littéraires", 2 febbraio, poi in Écrits de jeunesse.

## 1931
- Légende de la vérité, in "Bifur", 8, giugno; poi in Les Écrits de Sartre.
- L'Art cinématographique, opuscolo "Distribution solennelle des prix", Le Havre; poi in Les Écrits de Sartre.

## 1936
- L'Imagination, coll. "Nouvelle encyclopedie philosophique", Alcan, Paris; P.U.F., Paris 1950; trad. L'immaginazione, a cura di Andrea Bonomi, Bompiani, Milano, 1962; a cura di Nestore Pirillo, ivi, 2004.
- La Transcendance de l'Ego, in "Recherches philosophiques", 1936; trad. Nestore Pirillo, La trascendenza dell'Ego. Idee per una descrizione fenomenologica, note di Sylvie Le Bon, Berisio, Napoli 1971; a cura di Rocco Ronchi, E.G.E.A., Milano 1992; Marinotti, Milano 2011.

## 1937
- Le Mur, "Nouvelle Revue Française", 286, luglio, poi in Le Mur (1939); trad. Elena Giolitti, Il muro, in Il muro, coll. "Narratori Contemporanei" 22, Einaudi, Torino 1946; con introduzione di Paola Dècina Lombardi, ivi, 1995.
- Jean-Paul Sartre, romancier philosophe, intervista di Claudine Chonez, "Marianne", 23 novembre, poi in Œuvres romanesques (1982).
- À qui les lauriers des Goncourt, Fémina, Renaudot, Interallié?, intervista di Claudine Chonez, "Marianne", 7 dicembre, poi in Œuvres romanesques.

## 1938
- La Nausée, Gallimard, Paris; trad. Bruno Fonzi, La nausea, coll. "I coralli" 13, Einaudi, Torino 1948.
- La Chambre, in "Mesures", 1, 15 gennaio, poi in Le Mur; trad. La camera, in Il muro.
- Sartoris, par William Faulkner, in "Nouvelle Revue Française", 293, febbraio, poi in Situations I (1947).
- Intimité, in "Nouvelle Revue Française", 299, agosto, poi in Le Mur; trad. Intimità, in Il muro.
- À propos de John Dos Passos et de 1919, in "Nouvelle Revue Française", 299, agosto, poi in Situations I.
- Structure intentionnelle de l'image, in "Revue de métaphysique et de morale", 4, ottobre, poi incorporato in L'Imaginaire (ed. 1950).
- La Conspiration, par Paul Nizan, in "Nouvelle Revue Française", 302, novembre, poi in Situations I.
- Nourritures, in "Verve", 4, 15 novembre, poi in Les Écrits de Sartre.

## 1939
- Le Mur, Gallimard, Paris; trad. Il muro (oltre ai citati, Il muro; La camera; e Intimità, contiene altri due racconti: Erostrato; e Infanzia di un capo).
- Esquisse d'une théorie des émotions, Éditions Hermann, Paris; trad. Idee per una teoria delle emozioni, in L'immaginazione.
- Une idée fondamentale de la phénoménologie de Husserl: l'intentionnalité, in "Nouvelle Revue Française", 304, gennaio, poi in Situations I.
- M. François Mauriac et la liberté, in "Nouvelle Revue Française", 305, febbraio, poi in Situations I.
- Denis de Rougemont, L'amour et l'Occident, in "Europe", 198, 15 giugno, poi in Situations I.
- Elsa Triolet, Bonsoir Thérèse, in "Europe", 15 febbraio, poi in Situations I (ed. 2010).
- Vladimir Nabokov, La Méprise, 15 giugno, poi in Situations I.
- Charles Morgan, Le Fleuve étincelant, in "Europe", 15 giugno, poi in Les Écrits de Sartre e in Situations I (ed. 2010).
- À propos de "Le Bruit et la fureur": la temporalité chez Faulkner, in "Nouvelle Revue Française", 309, giugno, poi in Situations I.
- Portraits officiels, in "Verve", 5-6, poi in Les Écrits de Sartre e in Situations I (ed. 2010).
- Visages, in "Verve", 5-6, poi in Les Écrits de Sartre e in Situations I (ed. 2010).

## 1940
- L'Imaginaire: psychologie phenomenologique de l'imagination, Gallimard; trad. Enzo Bottasso, Immagine e coscienza. Psicologia fenomenologia dell'immaginazione, coll. "Biblioteca di cultura filosofica" 6, Einaudi, Torino 1948; "Reprints" 96, ivi, 1976; a cura di Raoul Kirchmayr, L'immaginario, coll. "PBE", ivi, 2007.
- M. Jean Giraudoux et la philosophie d'Aristote: À propos de "Choix des élues", in "Nouvelle Revue Française", 318, marzo, poi in Situations I.

## 1941
- Moby Dick d'Herman Melville: plus qu'un chef-d’œuvre, un formidable monument, in "Comœdia", 1, 21 giugno, poi in Les Écrits de Sartre e in Situations I (ed. 2010).

## 1942
- La mort dans l'âme (page de journal), in "Exercice du silence", Bruxelles, poi in Les Écrits de Sartre.

## 1943
- L'Être et le Néant: essai d'ontologie phenomenologique, Gallimard; trad. Giuseppe Del Bo, L'essere e il nulla, Il Saggiatore, Milano 1964; revisione a cura di Franco Fergnani e Marina Lazzari, ivi, 1997.
- Les Mouches: drame en trois actes, Gallimard; trad. Giuseppe Lanza, Le mosche, Bompiani, Miano 1947.
- Ce que nous dit Jean-Paul Sartre de sa première pièce, intervista di Yvon Novy, in "Comœdia", 24 aprile, poi in Théâtre complet (2005).
- L'Âge de raison (frammento), in "Domaine français, Messages", agosto, estratto de L'Âge de raison.
- Explication de "L'Étranger", in "Cahiers du Sud", 253, febbraio, poi in Situations I.
- Drieu la Rochelle ou la haine de soi, in "Les Lettres françaises", 6 (clandestino), aprile, poi in Les Écrits de Sartre e in Situations I (ed. 2010), trad. Diana Napoli, Drieu La Rochelle o l'odio di sé, in J.-P. Sartre, Parigi occupata, a cura di D. Napoli, Il Melangolo, 2020.
- Aminabad, ou du fantastique considéré comme un langage, in "Cahiers du Sud", 255, aprile, poi in Situations I.
- Les Chats, in "L'Arbalète", 7, estratto di L'Âge de raison.
- Un nouveau mystique, in "Cahiers du Sud", 260, ottobre, poi in Situations I.

## 1944
- Huis clos, Gallimard; trad. e introduzione Massimo Bontempelli, Porta chiusa, Bompiani, Milano, 1947; trad. Liano Petroni, A porte chiuse, in Teatro francese, a cura di Italo Siciliano, Nuova Accademia, Milano 1959, pp. 462–494; trad. Raffaele La Capria, Porte chiuse (regia di Giuseppe Patroni Griffi), Graf, Roma 1980.
- Préface parlée à l'enregistrement de Huis clos, Deutsche Grammophon Gesellschaft (1965), poi in Un théâtre de situations (1973).
- Hommage à Jean Giraudoux, in "Comœdia", 5 febbraio, poi in Les Écrits de Sartre e in  Situations I (ed. 2010).
- Aller et retour, in "Les Cahiers du Sud", 264, febbraio, poi in Situations I.
- La littérature, cette liberté, in "Les Lettres française", 15 (clandestino), aprile, poi in Situations I (ed. 2010).
- Un film pour l'après-guerre, in "Les Lettres française", 15 (clandestino), aprile, poi in Situations I (ed. 2010).
- L'espoir fait l'homme, in "Les Lettres française", 18 (clandestino), luglio, poi in Situations I (ed. 2010).
- À propos du "Parti pris des choses", "Poésie 44", 20, luglio-ottobre, poi con il titolo L'Homme et les choses, in Situations I.
- Un promeneur dans Paris insurgé, sette articoli sulla liberazione di Parigi per "Combat", 28 agosto-4 settembre: 1. L'Insurrection, 2. Naissance d'une insurrection, 3. Colère d'une ville, 4. Toute la ville tire, 5. Espoirs et angoisse de l'insurrection, 6. La délivrance est à nos portes, 7. Un jour de victoire parmi les balles, poi in Situations I (ed. 2010), trad. Diana Napoli, A spasso per Parigi: i giorni dell'insurrezione, in J.-P. Sartre, Parigi occupata, a cura di D. Napoli, Il Melangolo, 2020.
- Pour un théâtre d'engagement: Je ferai une pièce cette année et deux films, intervista di Jacques Baratier, in "Carrefour", 3, 9 settembre.
- La République du silence, in "Les Lettres françaises", 20, 9 settembre, poi in Situations III (1949), trad. Diana Napoli, La Repubblica del silenzio, in J.-P. Sartre, Parigi occupata, a cura di D. Napoli, Il Melangolo, 2020.
- 23 septembre 1938, frammento di Le Sursis, in "Les Lettres française", 28 ottobre.
- Dullin et l'Espagne, in "Combat", 8 novembre, poi in Un théâtre de situations.
- Paris sous l'occupation, in "La France libre", 49, Londra, 15 novembre, poi in Situations III, trad. Diana Napoli, Parigi occupata, in J.-P. Sartre, Parigi occupata, a cura di D. Napoli, Il Melangolo, 2020.
- Lectures de prisonniers, articolo di Claire Vervin con interviste a diversi, tra cui Sartre, in "Les Lettres française", 2 dicembre.
- Jean-Paul Sartre ou l'interview sans interview, intervista di Pierre Lorquet, in "Mondes nouveaux", 2, 21 dicembre.
- À propos de l'existentialisme: mise au point, in "Action", 17, 29 dicembre, poi in Les Écrits de Sartre.

## 1945
- L'Âge de raison, Gallimard; trad. Orio Vergani, L'età della ragione, Bompiani, Milano 1946.
- Le Sursis, Gallimard; trad. Giorgio Monicelli, Il rinvio, Mondadori, Milano 1948.
- Partecipazione a Discussion sur le péché, in "Dieu vivant", 4, poi in Georges Bataille, Œuvres complètes, VI, Gallimard, Paris, 1973.
- Un collège spirituel, frammento di uno studio su Baudelaire, in "Confluences", 1, gennaio-febbraio.
- Une grande revue française à Londres, in "Combat", 7-8 gennaio.
- La France vue d'Amérique, per la serie Les journalistes français aux États-Unis, in "Le Figaro", 24 gennaio.
- Victoire du gaullisme, in "Le Figaro", 25 gennaio.
- Mr. Sartre explains article, in "The New York Times", 1 febbraio.
- Un français à New York, in "Combat", 2 febbraio.
- Jamais les Américains n'ont eu tant d'argent, in "Combat", 3 febbraio.
- Les Américains dans le souci, in "Combat", 4-5 febbraio.
- Déséquilibre aux U.S.A., in "Combat", 5 marzo.
- Deux courants politiques dans les U.S.A. De demain: isolationisme contre intervention, in "Combat", 6 marzo.
- Roosevelt et son "brain-trust" envisagent de réformer demain la géographie industrielle des États-Unis, in "Combat", 7 marzo.
- La vallée du miracle, in "Combat", 8 marzo.
- L'échec ou la réussite de l'expérience tentée aux U.S.A. dans le Tennessee influera demain sur la politique américaine, in "Combat", 9 marzo.
- Le Président Roosevelt dit aux journalistes français son amour de notre pays, in "Le Figaro", 11-12 marzo.
- Hollywood, serie per "Combat", 27 marzo-7 aprile: Hollywood 1945; Hollywood 1945: Comment les Américains font leur films; Hollywood évolue; Un film sur Wilson a apporté des voix à Roosevelt; Hollywood aura demain un concurrent de plus: le Mexique.
- En cherchant l'âme de l'Amérique, serie di tre articoli per "Le Figaro", 29-31 marzo: Un pays où l'on est jamais seul; Comment on fait un bon Américain; Hors des lignes, point de salut.
- Villes d'Amérique, serie per "Le Figaro", poi parzialmente in Situations III:
  - Chaque jour, naît une cité. Chaque jour, meurt un village, 6 aprile.
  - La Cité. Pour nous c'est un passé, pour eux c'est un avenir, 13 aprile.
  - Le passé, ici, ne laisse pas de monument mais seulement des résidus, 14 aprile.
  - Seuls quelques Noirs, ici, ont le temps de rêver, 23 aprile.
- Serie per "Combat" sui lavoratori americani, 6-14 giugno: Les travailleurs américains ne sont pas encore des prolétaires; Les États-Unis pays de colons; La table de l'ouvrier américain n'est pas moins bien garnie que celle de son patron; Hello Jim ! dit l'évêque de Chicago au balayeur d'école. Hello évêque! répond le balayeur; Une tristesse faite de fatigue et d'ennui pèse sur les travailleurs américains; Depuis la crise de 1930, le travailleur américain vit dans la crainte de redevenir un jour chômeur; Deux grandes organisations groupent aux U.S.A. Un tiers des travailleurs: l'A.F.L. avec 5 800 000, le C.I.O. avec 5 200 000.
- Retour des États-Unis. Ce que j'ai appris du problème noir, serie per "Le Figaro", 16 giugno-30 luglio.
- L'homme ligoté: Notes sur le "Journal" de Jules Renard, poi in Situations I.
- New writing in France: The Resistance taught that literature is no fancy activity independent of politics, in "Vogue", luglio, poi in Œuvres romanesques (1982) con il titolo Nouvelles littérature en France.
- Quand Hollywood veut faire penser... "Citizen Kane" d'Orson Welles, in "L'Écran français", 5, 1 agosto.
- La libération de Paris: Une semaine d'apocalypse, poi in Les Écrits de Sartre, trad. Diana Napoli, Una settimana apocalittica. La liberazione di Parigi, in J.-P. Sartre, Parigi occupata, a cura di D. Napoli, Il Melangolo, 2020.
- Qu'est-ce qu'un collaborateur?, poi in Situations III, trad. Diana Napoli, Ritratto di un collaborazionista,  in J.-P. Sartre, Parigi occupata, a cura di D. Napoli, Il Melangolo, 2020.
- Présentation des "Temps Modernes", poi in Situations II (1948); trad. Franco Brioschi in appendice a Che cos'è la letteratura? (ed. 1976).
- La fin de la guerre, poi in Situations III, trad. Diana Napoli, A guerra finita, in J.-P. Sartre, Parigi occupata, a cura di D. Napoli, Il Melangolo, 2020.
- À la Kafka, in "Les Temps Modernes", 1, 1 ottobre.
- La Nationalisation de la littérature, poi in Situations II.
- La Liberté cartésienne, estratto in "Labyrinthe" (Ginevra), 14, 15 novembre.
- Qu'est-ce que l'existentialisme? Bilan d'une offensive, intervista di Dominique Aury, in "Les Lettres françaises", 24 novembre.
- Portrait de l'antisémite, prima parte di Réflexions sur la question juive, trad. Diana Napoli, Ritratto di un antisemita,  in J.-P. Sartre, Parigi occupata, a cura di D. Napoli, Il Melangolo, 2020.
- Entretien avec Jean-Paul Sartre, intervista di Christian Grisoli, in "Paru" (Monaco), 13, dicembre.

## 1946
- L'existentialisme est un humanisme, Nigel, Paris; trad. Giancarla Mursia Re, L'esistenzialismo è un umanesimo, introduzione di Paolo Caruso, Mursia, Milano, 1964; a cura di Franco Fergnani, ivi, 1984; con introduzione di Moreno Montanari, ivi, 2010; a cura di Maurizio Schoepflin, Armando, Roma 2010.
- Morts sans sépulture, Gallimard, Paris; trad. Giorgio Monicelli, Morti senza tomba, Mondadori, Milano 1949.
- La Putain respectueuse, Nigel, Paris; trad. Giorgio Monicelli, La sgualdrina timorata, Mondadori, Milano 1947.
- A letter from M. Sartre, in "The New York Herald Tribune", 20 novembre.
- "Morts sans sépulture" n'est pas une pièce sur la Résistance, in  "Combat", 30 ottobre.
- Jean-Paul Sartre va faire ses débuts de metteur en scène avec '"La Putain respectueuse", intervista di Jacques Marcerou, in "Libération", 30 ottobre.
- La tortue pose le problème de la liberté humaine, nous dit Jean-Paul Sartre, intervista di André Warnod, in "Le Figaro", 1 novembre.
- Les deux pièces de M. Jean-Paul Sartre, intervista di H. K.,  in "Le Monde", 5 novembre.
- Jean-Paul Sartre installe l'existentialisme chez Antoine, intervista di Marc Blanquet, in "Opéra", 6 novembre.
- Réflexions sur la question juive, Morihien, Paris; Gallimard, 1954; trad. Ignazio Weiss, Ebrei, Edizioni di Comunità, Milano 1948; poi con il titolo L'antisemitismo. Riflessioni sulla questione ebraica, ivi, 1954.
- Une lettre de Jean-Paul Sartre, poi in Les Écrits de Sartre.
- Les mobiles de Calder, poi in Situations III.
- La liberté cartésienne, poi in Situations I; trad. Nestore Pirillo, La liberté cartésienne. Dialogo sul libero arbitrio, Marinotti, Milano 2007.
- Conversation avec Roger Troisfontaines, in Roger Troisfontaines, Le Choix de J.-P. Sartre, éd. Aubier-Montaigne.
- Sur "Miracle de la rose" de Jean Genet, poi in Les Écrits de Sartre.
- À la recherche de l'existentialisme: M. Jean-Paul Sartre s'explique, intervista di Jean Duché, in "Le Littéraire", 13 aprile.
- Manhattan: the great American desert, poi con il titolo New-York, ville coloniale in Situations III.
- Forgers of Myths: the young playwrights of France, in "Theatre Arts", 6, poi con il titolo Forger des mythes in Un théâtre de situations.
- Matérialisme et révolution, poi in Situations III.
- Alcune domande a Jean Paul Sartre e a Simone de Beauvoir, intervista di Franco Fortini, in "Il Politecnico", luglio-agosto.
- American Novelists in French Eyes, in "Atlantic Monthly", vol. 178, 2, agosto.
- Présentation (d'un numéro spécial sur les États-Unis), poi in Situations III.
- Sartre dans Paris et dans le monde, intervista di Pierre Berger, in "Spectateur", 1 ottobre.
- La guerre et la peur, poi in Les Écrits de Sartre.
- Écrire pour son époque, poi in Les Écrits de Sartre.
- Jean-Paul Sartre présente Gjon Mili.

## 1947
- Baudelaire, con una nota di Michel Leiris, Gallimard, Paris; trad. Jacopo Darca, Baudelaire, seguito da Fuochi d'artificio. Taccuino (estratti). Corrispondenza Mondadori, Milano 1947; Il Saggiatore, Milano, 1964-73; Oscar Mondadori, 2006.
- Situations I: Essais critiques, Gallimard, Paris, nuova ed. a cura di Arlette Elkaïm-Sartre, ivi, 2010.
- Les jeux sont faits, Nagel, Paris; Gallimard, Paris 1996. Soggetto del film di Jean Delannoy, Risorgere per amare.
- "Les Jeux sont faits?" Tout le contraire d'une pièce existentialiste, nous dit Jean-Paul Sartre, intervista di Paul Carrière, in "Le Figaro", 29 aprile.
- La responsabilité de l'écrivain, "Les Conférences de l'U.N.E.S.C.O.", Fontaine.
- Lettre-préface a Francis Jeanson, Le Problème moral et la pensée de Sartre, Éditions du Myrte, Paris.
- Sculptures à n dimensions, introduzione a una mostra di David Hare, poi in Les Écrits de Sartre.
- "Vous nous embêtez avec Faulkner le vieux", disent les Américains, intervista di Jean Desternes, in "Combat", 3 gennaio.
- Qu'est-ce que la littérature?, poi in Situations II; trad. di vari, Che cos'è la letteratura?, Il Saggiatore, Milano 1960; a cura di Franco Brioschi, ivi, 1976.
- Le processus historique, poi in Les Écrits de Sartre.
- Les Faux Nez, sceneggiatura, in "La Revue du Cinéma", 6.
- Le cas Nizan, in "Les Temps Modernes", 22.
- Déclaration (a proposito della decisione presa dal consiglio comunale di Parigi di levare il teatro a Charles Dullin), in "Combat", 24 maggio.
- À propos de la représentation des "Mouches" en Allemagne, in "Verger", 2.
- Après notre défaite..., poi in Théâtre complet (2005).
- Nick's Bar, New York City, poi in Les Écrits de Sartre.
- Interview sur la question (1939), in "Le Revue juive", 6-7, poi in Les Écrits de Sartre.
- Existentialism: a new philosophy, or is it only a word?, intervista di Vincent Brome, in "Picture Post", 2 agosto.
- Trasmissioni radiofoniche "La tribune des Temps Modernes":
  - alla vigilia delle trasmissioni Jean-Paul Sartre dichiara a "Combat": Il est nécessaire de faire campagne contre la croyance en la fatalité de la guerre russo-américaine, intervista di Louis Pauwels, "Combat", 18 ottobre.
  - De Gaulle et le "gaullisme" vus par Jean-Paul Sartre (et par l'équipe des Temps Modernes), in "L'Ordre de Paris", 22 ottobre.
  - Tempête à la radio: J.-P. Sartre répond à Guillain de Bénouville et à Henry Torrès qui avaient refusé un débat contradictoire sur le R.P.F., intervista di Louis Pauwels, in "Combat", 22 ottobre.
  - Mis en cause pour son émission anti-gaulliste d'hier, Sartre m'a dit: "Mon but est d'empêcher les auditeurs d'adhérer à l'un ou l'autre des blocs", intervista, in "France Soir", 22 ottobre.
  - Une mise au point de Sartre, in "Libération", 23 ottobre.
  - J.-P. Sartre parle de l'anticommunisme à la Tribune des "Temps modernes", in "Combat", 28 ottobre.
  - L'émission des "Temps modernes" a été "interdite ou supprimée".
  - Jean-Paul Sartre répond à ses détracteurs: L'existentialisme et la politique, in Pour et contre l'existentialisme, Édition Atlas.
- Americans and Their Myths, in "The Nation", New York, 18 ottobre.
- Gribouille, in "La Rue", 12.
- Pour un théâtre de situations, poi in Les Écrits de Sartre.
- Présence noire, poi in Les Écrits de Sartre.

## 1948
- Les Mains sales, Gallimard, Paris; trad. Giorgio Monicelli, Le mani sporche, Mondadori, Milano 1949; trad. Paolo Bignamini, Le mani sporche, introduzione di Paolo Bignamini e Mauro Carbone, Mimesis, Milano-Udine 2010.
- Drame politique puis crime passionnel... Jean-Paul Sartre nous parle de sa prochaine pièce, intervista di Guy Dornand, in "Franc-Tireur", 25 marzo.
- Peut-on entrer dans un parti quelconque sans se salir les mains?, intervista di Claude Outié, in "L'Aurore", 30 marzo.
- Quand Cocteau, le poète, met en scène le philosophe J.-P. Sartre, intervista di J. B. Jeener, in "Le Figaro", 30 marzo.
- Dans "Les Mains sales", Jean-Paul Sartre pose le problème de la fin et des moyens, intervista di René Guilly, in "Combat", 31 marzo.
- Avant la création de "Les Mais sales", Jean-Paul Sartre nous dit, intervista di René Gordon, in "L'Ordre", 31 marzo.
- Demain, au théâtre Antoine, Jean-Paul Sartre prendra position devant le problème de l'engagement politique, intervista di Pierre-André Baude, in "L'Aube", 1 aprile.
- On joue en Amérique une pièce de moi dont j'ignore le texte,  intervista di J.-P. Vivet, in "Combat", 27-28 novembre.
- Author! Author?, intervista di Roderick MacArthur, in "Theatre Arts", 33, marzo.
- Una intervista a Jean-Paul Sartre, di Paolo Caruso, nell'edizione italiana di Le mani sporche, poi in Un théâtre de situations e in  Théâtre complet (2005).
- Jean-Paul Sartre à Berlin: discussion autour des "Mouches", in "Verger", vol. 1, 5, poi parzialmente in Un théâtre de situations.
- Situations II: Qu'est-ce que la littérature?, Gallimard, Paris.
- L'Engrenage, Nigel, Paris; trad. L'ingranaggio, a cura di Giorgio Strehler, Mursia, Milano 1965.
- Orphée noir, poi in Situations III; trad. Santo Arcoleo, Orfeo nero: una lettura poetica della negritudine, introduzione di Gabriella Farina, Marinotti, Milano 2009.
- Préface a Nathalie Sarraute, Portrait d'un inconnu poi in Situations IV (1964).
- Preface to "The Respectful Prostitute", in "Art and Action", poi in Un théâtre de situations.
- La recherche de l'absolu, articolo su Alberto Giacometti, poi in Situations III.
- Conscience et connaissance de soi, poi in La Transcendance de l’Ego et autres textes phénoménologiques, éd. Vrin 2003.
- Un émouvant appel de J.-P. Sartre en faveur de la Palestine libre, in "L'ordre de Paris", 7 aprile, anche con il titolo C'est pour nous tous que sonne le glas, in "Caliban", 16, maggio.
- Au président de la République, lettera poi in Les Écrits de Sartre.
- Entrevistas Jean Paul Sartre, intervista di Marcelo Saporta, in "Insula", 32, 15 agosto.
- Testo per il programma di sala del balletto La Rencontre ou Œdipe et le Sphinx, di Boris Kochno, poi in Les Écrits de Sartre.
- Testi per il partito Rassemblement démocratique révolutionnaire:
  - Appel du Comité pour le Rassemblement Démocratique Révolutionnaire, poi in Les Écrits de Sartre.
  - La France peut proposer au monde une révolution à faire dans la liberté, intervista di Georges Altman, in "Franc-Tireur", 10 marzo.
  - Les fondateurs du R.D.R. Aux représentants de la presse: "Voici ce que nous sommes et ce que nous voulons...", in "Franc-Tireur", 11 marzo.
  - Le R.D.R. Et le problème de la liberté, in "La Pensée socialiste", 19.
  - La faim au ventre, la liberté au cœur, in "La Gauche R.D.R.",  1.
  - Revolutionary democrats, intervista di Mary Brunet, in "New York Herald Tribune" (edizione parigina), 2 giugno.
  - Jeunes d'Europe, unissez-vous! Faites vous-mêmes votre destin, in "La Gauche R.D.R.", 3.
  - De partout, aujourd'hui, on veut nous mystifier, in "La Gauche R.D.R.", 4.
  - Entretien sur la politique, intervista di David Rousset e Gérard Rosenthal, poi in Entretiens sur la politique (1949).
  - J.-P. Sartre aux Marocains: "Ceux qui vous oppriment, nous oppriment pour les mêmes raisons", in "La Gauche", 8, novembre.
  - Il nous faut la paix pour refaire le monde. Réponse à ceux qui nous appellent "munichois", poi in Les Écrits de Sartre.
  - Il faut que nous menions cette lutte en commun, in "La Gauche R.D.R.", 10.

## 1949
- La Mort dans l'âme, Gallimard, Paris; trad. Giorgio Monicelli, La morte nell'anima, Mondadori, Milano 1954.
- Situations III: Lendemains de guerre, Gallimard, Paris.
- Entretiens sur la politique, Gallimard, Paris.
- Nourritures, poi in Les Écrits de Sartre.
- Jean-Paul Sartre reproche à Georg Lukács de ne pas être marxiste, intervista di François Erval, in "Combat", 20 gennaio.
- Pour Lukács la terre ne tourne pas, intervista di François Erval, "Combat", 3 febbraio.
- Réponse à François Mauriac, in "Le Figaro littéraire", 7 maggio.
- Naissance d'Israël, poi in Les Écrits de Sartre.
- Défense de la culture française par la culture européenne, in "Politique étrangère", 3, giugno.
- Le Noir et le Blanc aux États-Unis, in "Combat", 16 giugno.
- Jean-Paul Sartre ouvre un dialogue, in "Peuple du Monde", 11.
- Présentation du "Journal du voleur" de Jean Genet, in "Bulletin de la N.R.F.", luglio.
- J'ai vu à Haïti un peuple noir fier de sa tradition de liberté, intervista di Georges Altman, in "Franc-Tireur", 21 ottobre.
- Haïti se jette avec passion sur tout ce qui évoque la culture française... et parmi les riches Antilles, cette république noire est la seule à crever de faim, in "Franc-Tireur", 22-23 ottobre.
- Haïti vu par Jean-Paul Sartre, in "Franc-Tireur", 24 ottobre.
- Drôle d'amitié, estratto del tomo IV di Les Chemins de la liberté (dopo L'età della ragione; Il rinvio; e La morte nell'anima era previsto un quarto volume da titolarsi La Dernière Chance), in "Les Temps Modernes", 49, poi in Œuvres romanesques (1982); trad. Chiara Pasquini e Paolo Sornaga, Una strana amicizia, introduzione di Michel Contat, Marinotti, Milano 2010.

## 1950
- Les jours de notre vie, scritto da Maurice Merleau-Ponty e firmato anche da Sartre, in "Les Temps Modernes", gennaio, poi stampato con il titolo L'URSS et les champs, in Maurice Merleau-Ponty, Signes, Gallimard, Paris, 1960.
- Dans la rue des Blancs-Manteaux canzone per la musica di Joseph Kosma.
- Faux savants et faux lièvres?, poi in Situations VI (1964).
- Préface a Juan Hermanos, La Fin de l'espoir, poi in Situations VI.
- Préface a René Leibowitz, L'Artiste et sa conscience, poi in Situations IV (1964).
- Introduction a Roger Stéphane, Portrait de l'aventurier, poi in Situations VI.
- Lettre à Georges Courteline, 1912, in "Le Figaro littéraire", 7 gennaio, poi in Les Écrits de Sartre.
- Sartre de retour d'Afrique, intervista di Yves Salgues, in "Paris-Match", 20 maggio.
- Le Cinéma n'est pas une mauvaise école, poi in Les Écrits de Sartre.
- Réponse à un questionnaire: "La neutralité est-elle possible?", in "L'Observateur", 9, 8 giugno.
- A propos du Mal, in "Biblio", 5, maggio-giugno, poi in Saint Genet, comédien et martyr (1952).
- Jean Genet, ou le Bal des Voleurs, sei articoli pubblicati su "Les Temps Modernes", poi in Saint Genet, comédien et martyr.
- De la vocation d'écrivain, poi in Les Écrits de Sartre.
- The Chances of Peace, estratto di una lettera-articolo, in "The Nation", 30 dicembre.
- La vie commence demain, film di Nicole Védrès, poi in Les Écrits de Sartre.

## 1951
- Le Diable et le Bon Dieu: trois actes et onze tableaux, Gallimard, Paris; trad. Giacomo Debenedetti (per la regia di Luigi Squarzina), in "Il dramma"; XXXIX, 316, gennaio 1963, p. 12-46; trad. Felice Dessì, Il diavolo e il buon Dio, introduzione di Paolo Caruso, Mondadori, Milano, 1976.
- Ce que fut la création des "Mouches", in La Croix, 20 gennaio, poi in Les Écrits de Sartre.
- L'affaire Thorez, in "Les Temps Modernes", 63, gennaio (firmato anche da Roger Stéphane).
- Rencontre avec Jean-Paul Sartre, intervista di Gabriel d'Aubarède, in "Les Nouvelles littéraires", 1 febbraio.
- Jean-Paul Sartre nous présente "Le Diable et le Bon Dieu", intervista di Christine de Rivoyre, "Le Monde", 31 maggio.
- Si Dieu existe, nous dit Sartre à propos de sa pièce, le Bien et le Mal sont identiques, intervista di Claudine Chonez, in "L'Observateur", 31 maggio.
- Le Diable et le Bon Dieu, nous dit Sartre, c'est la même chose... moi je choisis l'homme, intervista di Marcel Péju, in "Samedi-Soir", 2-8 giugno.
- Dès que deux personnes s'aiment, elles s'aiment contre Dieu, conversazione con Louis-Martin Chauffier, Marcel Haedrich, Georges Sinclair, Roger Grenier e Pierre Berger, in "Paris-Presse-L'Intransigeant", 7 giugno.
- Avec "Le Diable et le Bon Dieu" c'est une chronique dramatique que veut nous offrir Jean-Paul Sartre, intervista di J. B. Jeener, in "Le Figaro", 23 giugno.
- Jean-Paul Sartre répond à la critique dramatique et offre un guide au spectateur pour suivre "Le Diable et le Bon Dieu", intervista di Jean Duché, in "Le Figaro littéraire", 30 giugno.
- Gide vivant, poi in Situations IV.

## 1952
- Saint Genet, comédien et martyr, Gallimard, Paris; trad. Corrado Pavolini, Santo Genet, commediante e martire, introduzione di Pier Aldo Rovatti, Il Saggiatore, Milano 1972.
- Préface alle Guide Nagel per le edizioni di: Les Pays nordiques, Danemark, Finlande, Islande, Norvège, Suède.
- Il n'y a plus de doctrine antisémite, intervista in "Évidences", 23, gennaio.
- Il faut rétablir la justice, interista sull'affaire Henri Martin, di G.-A. Astre, in "Action", 24 gennaio.
- Sommes-nous en démocratie?, poi in Situations VI.
- Les Communistes et la Paix (I e II), poi in Situations VI.
- Besuch bei Jean-Paul Sartre, intervista in "Die Presse" (Vienna), 28, 12 luglio.
- Un parterre de capucines, poi in Situations IV.
- Réponse à Albert Camus, poi in Situations IV.
- M. Pinay prépare le chemin d'une dictature, in "Libération", 16 ottobre.
- Ces actes semblent indiquer chez le gouvernement l'intention d'utiliser l'anticommunisme à l'américaine, in "Ce Soir", 17 ottobre.
- intervista di Paule Boussinot, in "Défense de la Paix", numero speciale, dicembre.
- Intervention de M. Jean-Paul Sartre, alla seduta d'apertura del Consiglio mondiale per la pace di Vienna del 12 dicembre 1952, in "Congrès des Peuples pour la Paix", 2, 13 dicembre.
- Le dialogue est engagé, c'est là le fait le plus chargé de promesse, in "Ce Soir", 17 dicembre.
- C'est la première fois que je vois un espoir se dessiner parmi les hommes, intervista di Jean Bedel, in "Libération", 18 dicembre.

## 1953
- L'Affaire Henri Martin, Gallimard, Paris.
- Ce que j'ai vu à Vienne, c'est la Paix, in "Les Lettres française", 1-8 gennaio.
- Le Congrès de Vienne, in "Le Monde", 1 gennaio, poi in Les Écrits de Sartre.
- Jean-Paul Sartre retour du congrès de Vienne: nous avons, l'écrivain soviétique Korneitchouk et moi-même, décidé de poursuivre un dialogue fécond, intervista di Régis Bergeron, in "France-U.R.S.S.", 90, febbraio.
- Mallarmé 1842-1898, poi come Préface all'edizione Gallimard di Poésies; trad. Lorenzo Chiuchiù, Mallarmé: la lucidità e il suo volto d'ombra, Diabasis, Reggio Emilia 2010.
- Venise, de ma fenêtre, poi in Situations IV.
- Message (a favore di André Kedros), in "Les Lettres française", 29 gennaio-5 febbraio.
- Réponse à M. Mauriac, in "L'Observateur", 19 marzo.
- Réponse à Claude Lefort, poi in Situations VII (1965).
- La machine infernale, in "Défense de la Paix", giugno.
- Les Animaux malades de la rage, poi in Les Écrits de Sartre.
- Le devoir d'un intellectuel est de dénoncer l'injustice partout, intervista di Serge Montigny, in "Combat", 31 ottobre-1 novembre.

## 1954
- Kean, Gallimard, Paris; trad. Kean, genio e sregolatezza (regia di Vittorio Gassman), dalla commedia di Alexandre Dumas adattata da Jean Paul Sartre, Cappelli, Bologna 1955.
- A propos de Kean, programma di sala, théâtre Sarah-Bernhardt, poi in Les Écrits de Sartre.
- Una entrevista con Jean-Paul Sartre, intervista di Marcel Saporta, in "Cuadernos Americanos", vol. LXXIII, 1, gennaio-febbraio.
- Les enfants Rosenberg, in "Libération", 22 febbraio.
- Opération Kanapa, poi in Situations VII.
- Les Communistes et la Paix (III), poi in Situations VI.
- A nos lecteurs, in "Les Temps Modernes", 102, maggio.
- Les boucs émissaires, in "Libération", 17 maggio.
- Les peintures de Giacometti, poi in Situations IV.
- Julius Fučik, in "Les Lettres françaises", 17-24 giugno, poi in Les Écrits de Sartre.
- Dichiarazione ai rappresentanti della stampa sovietica, in "Literaturnaja Gezeta, Pravda", Mosca, 24 giugno.
- La bombe H, une arme contre l'Histoire, in "Défense de la Paix", 38, luglio.
- Les impressions de Jean-Paul Sartre sur son voyage en U.R.S.S., interviste di Jean Bedel per "Libération":
  - La liberté de critique est totale en U.R.S.S. et le citoyen soviétique améliore sans cesse sa condition au sein d'une société en progression continuelle, 15 luglio.
  - De Dostoïevsky à la littérature contemporaine, un grand débat est ouvert entre les écrivains: pour ou contre le roman héroïque, 16 luglio.
  - Ce n'est pas une sinécure d'appartenir à l'élite car elle est soumise à une critique permanente de tous les citoyens, 17-18 luglio.
  - Les philosophes soviétiques sont bâtisseurs... le marxisme est pour eux ce que sont pour nous les principes de 89, 19 luglio.
  - La Paix par la paix. L'Union soviétique poursuit sa marche vers l'avenir, 20 luglio.
- Réponse de Sartre à une lettre de Hélène et Pierre Lazareff, in "Libération", 22 luglio.
- La coscienza dei francesi, intervista, in "Il Contemporaneo", 31 luglio.
- Une interview de Jean-Paul Sartre, intervista di Albert-Paul Lentin, in "France-U.R.S.S.", 107, agosto.
- Pourquoi j'ai modernisé Dumas, in "Le Figaro", 4 novembre.
- Jean-Paul Sartre a coupé "Kean" (la pièce d'Alexandre Dumas) aux mesures de Pierre Brasseur, intervista di Paul Morelle, in "Libération", 4 novembre.
- Mon adaptation d'Alexandre Dumas ne sera pas une pièce de Jean-Paul Sartre, intervista di Jean Carlier, in "Combat", 5 novembre.
- Quand Sartre "rewrite" Dumas pour s'amuser et exaucer Brasseur, intervista di Jean Duché, in "Le Figaro littéraire", 7 novembre.
- La véritable figure de Kean, intervista di Renée Saurel, in "Les Lettres française", 12-19 novembre.
- Préface a D'une Chine à l'autre, poi in Situations V.

## 1955
- Nekrassov: pièce en huit tableaux, Gallimard, Paris; trad. Roberto Cantini, in Teatro, coll. "Biblioteca Moderna Mondadori" 462-464, Mondadori, Milano 1957; poi in La sgualdrina timorata, ivi, 1968.
- Tableau inédit de Nekrassov: le Bal futurs Fusillés, poi in Les Écrits de Sartre.
- L'amitié, seule politique possible, messaggio del dicembre 1954 al congresso Francia-U.R.S.S., in "France-U.R.S.S.", 112, gennaio 1955.
- Kean, c'est tout le drame de l'acteur de génie, in "Ciné-Club", numero speciale, aprile.
- Avant la création de "Nekrassov" au théâtre Antoine, Sartre nous dit..., intervista di Henry Magnan, in "Le Monde", 1 giugno.
- Il n'y a pas de méchants dans "Nekrassov", intervista di Raphaël Valensi, in "L'Aurore", 7 giugno.
- Au train où vont les réactions je ne suis pas sûr que ma pièce trouve un public, intervista di Serge Montigny, in "Combat", 7 giugno.
- "Nekrassov" n'est pas une pièce à clef, intervista di Paul Morelle, in "Libération", 7 giugno.
- En dénonçant dans ma nouvelle pièce les procédés de la presse anticommuniste... je veux apporter une contribution d'écrivain à la lutte pour la paix, intervista di Guy Leclerc, in "L'Humanité", 8 giugno, poi in Un théâtre de situations.
- Avec Jean-Paul Sartre à la veille de "Nekrassov", intervista di Claudine Chonez, in "France-Observateur", 9 giugno.
- La pièce vise des institutions et non des individus, intervista di J.-F. Rolland, in "L'Humanité-Dimanche", 19 giugno, poi in Un théâtre de situations.
- Discorso pronunciato a Helsinki il 26 giugno 1955 all'Assemblea mondiale della pace, Assemblée mondiale de la Paix, Helsinki, 22-29 juin 1955, a cura del Secrétariat du Conseil mondial de la Paix.
- La leçon de Stalingrad, in "France-U.R.S.S. Magazine", aprile.
- Jean-Paul Sartre nous parle de théâtre, conversazione con Bernard Dort, in "Théâtre populaire", 15, settembre-ottobre, poi con il titolo Théâtre populaire et théâtre bourgeois in Un théâtre de situations.
- Ces gens-là nous aiment..., in "France-U.R.S.S.", 121, ottobre.
- Une soirée à Pékin avec Jean-Paul Sartre et Simone de Beauvoir, intervista di Paul Tillard, in "L'Humanité-Dimanche", 23 ottobre.
- Tout dans ce pays est émouvant, intervista di Pierre Heeutges, in "L'Humanité", 1 novembre.
- Mes impressions sur la Chine nouvelle (articolo in cinese), in "Jen Minh Jen Pao" (Quotidiano del popolo, Pechino), 2 novembre.
- La Chine que j'ai vue, in "France-Observateur", 1 e 8 dicembre.
- Sartre Views the New China, intervista di K. S. Karol, in "New Statesman and Nation", 3 dicembre.

## 1956
- Le Réformisme et les fétiches, poi in Situations VII.
- Réponse à Pierre Naville, poi in Situations VII.
- Le colonialisme est un système, poi in Situations V.
- Жан-Поль Сартр [Jean-Paul Sartre], (intervista), in "Teatr", Mosca, gennaio.
- (intervista di M. N., in serbo), Politika (Belgrado), 25 luglio.
- Les Sorcières de Salem, sceneggiatura, in "Les Lettres françaises", 2-8 agosto.
- Interventi al colloquio organizzato dalla Società Europea di Cultura a Venezia, dal 25 al 31 marzo, in "Comprendere", 16, settembre.
- Après Budapest, Sartre parle, intervista, in "L'Express", supplemento al numero 281, 9 novembre.
- Lettre-préface a François Fejtő, La Tragédie hongroise ou Une Révolution socialiste antisoviétique, Éditions de Flore.

## 1957
- Marksizm i Egzystencjalizm (trad. di Jerzy Lisowski), in "Twórczść", XIII, 4, aprile, poi modificato come Questions de méthode.
- Questions de méthode, Gallimard, Paris; trad. parziale in Note e discussioni, in "Ricerche filosofiche", XXVI, 1, pp. 40–70; Questioni di metodo, A cura di Franco Fergnani, Il Saggiatore, Milano, 1976.
- Le Fantôme de Staline, poi in Situations VII; trad. Il fantasma di Stalin, in Roberto Cantini, Giorgio Monicelli, Mario Rivoire e Tommaso Giglio (a cura di), La rivolta ungherese, Mondadori, Milano 1957.
- Brecht et les classiques, poi in Les Écrits de Sartre.
- Vous êtes formidables, poi in Situations V.
- Jean-Paul Sartre on his autobiography, intervista di Olivier Todd, in "The Listener" (Londra), 6 giugno.
- Portrait du colonisé, (con Portrait du colonisateur, di Albert Memmi), poi in Situations V.
- Gespräch mit Jean-Paul Sartre, intervista di Ingeborg Brandt, in "Welt am Sonntag" (Amburgo), 6 ottobre.
- Le Séquestré de Venise, poi in Situations IV; trad. Fabrizio Scanzio, Tintoretto, o il sequestrato di Venezia, introduzione di Michel Sicard, Marinotti, Milano 2005.
- Quand la police frappe les trois coups..., poi in Situations VII.
- Réponse à Daniel Guérin, in "Les Temps Modernes", 142, dicembre.

## 1958
- Une victoire, poi in Situations V.
- Des rats et des hommes, poi in Situations IV.
- Théâtre et cinéma, poi in Un théâtre de situations.
- Entretien avec Jean Daniel, 13 gennaio, poi in Jean Daniel, Le temps qui reste, Stock, Paris 1973.
- Le théâtre peut-il absorber l'actualité politique? Une table ronde avec Sartre, Butor, Vailland, Adamov, in "France-Observateur", 13 febbraio, poi in Arthur Adamov, Ici et maintenant, Gallimard, Paris 1964.
- Nous sommes tous des assassins, poi in Situations V.
- Le Prétendant, poi in Situations V.
- Conferenza stampa del 30 maggio sulla violazione dei diritti umani in Algeria, in "Témoignages et documents sur la guerre d'Algérie", 5, numero speciale, giugno.
- Introduction à une critique de la raison dialectique, in "Voies nouvelles", 3, giugno-luglio, frammento di Critique de la raison dialectique (1960).
- La Constitution du mépris, poi in Situations V.
- Les Grenouilles qui demandent un roi, poi in Situations V.

## 1959
- Les Séquestrés d'Altona: pièce en cinq actes, Gallimard, Paris; trad. Giorgio Monicelli, I sequestrati di Altona, introduzione di Paolo Caruso, Mondadori, Milano 1961. Soggetto del film omonimo di Vittorio De Sica.
- Marxisme et philosophie de l'existence, lettera in Roger Garaudy, Perspectives de l'homme: existentialisme, pensée catholique, marxisme, P.U.F., Paris 1959.
- Interview de Sartre, intervista di Francis Jeanson, in "Vérités pour..." (mensile clandestino), 9, 2 giugno, poi in Les Écrits de Sartre.
- Jean-Paul Sartre spiega la crisi della gioventù di oggi, intervista di Costanzo Costantini, in "Il Messaggero", 25 agosto.
- Entretien avec Sartre, intervista di Madeleine Chapsal, in "L'Express", 10 settembre, poi in Théâtre complet (2005).
- Entretien avec Sartre, intervista di Maria Craipeau, in "France-Observateur", 10 settembre.
- Voici l'histoire des "Séquestrés d'Altona", in "Le Figaro", 11 settembre.
- Jean-Paul Sartre fait sa rentrée après quatre ans de retraite, intervista di Pierre Berger, in "Paris-Journal", 12 settembre.
- Sartre fait sa rentrée au théâtre (de la Renaissance) avec une pièce sur les séquelles de la défaite allemande, intervista di Jacqueline Fabre, in "Libération", 14 settembre.
- À propos des "Séquestrés d'Altona", Jean-Paul Sartre nous dit: "On ne peut émouvoir qu'avec de vrais problèmes...", intervista di Georges Léon, in "L'Humanité", 16 settembre.
- Deux heures avec Sartre, intervista di Robert Kanters, in "L'Express", 17 settembre, poi con il titolo L'auteur, l'œuvre et le public, in Un théâtre de situations.
- Entretien avec Jean-Paul Sartre, intervista di Charles Haroche, in "France nouvelle", 17 settembre, poi in Théâtre complet (2005).
- "Les Séquestrés d'Altona". Jean-Paul Sartre: "Il ne s'agit ni d'une pièce politique... ni d'une pièce à thèse", intervista di Claude Sarraute, in "Le Monde", 17 settembre.
- Jean-Paul Sartre: "Frantz non plus n'était pas nazi", intervista di Jacqueline Autrusseau, in "Les Lettres françaises", 17-23 settembre.
- À la veille de la première des "Séquestrés d'Altona", Jean-Paul Sartre fait le point, intervista di Claudine Chonez, in "Libération", 21 settembre.
- "Les Séquestré d'Altona" nous concernent tous, conversazione con Bernard Dort, in "Théâtre populaire", 36, poi in Un théâtre de situations e in Théâtre complet (2005).
- Wir alle sind Luthers Opfer, intervista di Walter Busse e Günther Steffen, in "Der Spiegel" (Amburgo), 20, 11 maggio, poi con il titolo Nous sommes tous des victimes de Luther in Un théâtre de situations e in Théâtre complet (2005).
- Présentation al catalogo della mostra Décors et costumes de Francine Gaillart-Risle, Chez Dominique, novembre.

## 1960
- Critique de la raison dialectique, I: Théorie des ensembles pratiques, Gallimard, Paris; trad. Paolo Caruso, Critica della ragione dialettica: 1. Teoria degli insiemi pratici, Il Saggiatore, Milano 1963.
- Avant-propos a Paul Nizan, Aden Arabie, poi in Situations IV.
- Jean-Paul Sartre, intervista di Madeleine Chapsal, in id., Les Écrivains en personne, Juillard, Paris; poi con il titolo Les écrivains en personne in Situations IX (1972).
- Entretiens avec Jean-Paul Sartre, intervista di Alain Koehler, in "Perspective du Théâtre", 3 (marzo) e 4 (aprile), poi in Un théâtre de situations e in Théâtre complet (2005).
- De "La Nausée" aux "Séquestrés" Jean-Paul Sartre répond aux jeunes, in "L'Express", 3 marzo.
- Testi del viaggio a Cuba:
  - Sartre y Beauvoir por la Provincia d'Oriente, intervista di Lisandro Otero, in "Revolución", 27 febbraio.
  - Intervista dell'11 marzo, presso l'agenzia cubana Prensa Latina.
  - Cuba es una democratia directa, in "Revolución", 11 marzo.
  - Discussion avec les étudiants de l'Université de La Havanne, in "Revolución", 15 marzo.
  - Ideología y revolución, in "Lunes de 'Revolución", 51, 21 marzo.
  - Sartre conversa con los intellectuales cubanos en la casa de Lunes, in "Lunes de 'Revolución", 51, 21 marzo.
  - Conferenza stampa tenuta a New York, resoconto su "France-Observateur", 24 marzo.
  - Ouragan sur le sucre: un grand reportage à Cuba de Jean-Paul Sartre sur Fidel Castro, serie di sedici articoli, in "France-Soir", 28 giugno-15 luglio: 1. Des torrents de lumière électrique... (28 giugno); 2. Ils étaient quatre-vingt... (29 giugno); 3. C'est la fortune! Les U.S.A. Décident... (30 giugno); 4. Sur 100 cubains, 45 illettrés... (1 luglio); 5. Ça ne peut plus durer... (2 luglio); 6. Cachés dans la montagne... (3-4 luglio); 7. Sept fois... (5 luglio); 8. Remettez Dieu... (6 luglio); 9. Les potentats du sucre... (7 luglio); 10. Les Cubains sont pressés... (8 luglio); 11. Pas de vieux au pouvoir... (9 luglio); 12. Venez de bonne heure... (10-11 luglio); 13. La barbe et les cheveux... (12 luglio); 14. Ce colosse couché... (13 luglio); 15. Fidel, donne-moi... (14 luglio); 16. De belles jeunes filles... (15 luglio); trad. Ilaria Mosso e Antonella Marazzi, Visita a Cuba, introduzione di Gabriella Paolucci, Massari, Bolsena, 2005.
  - Sartre visita a Cuba (raccolta), Ediciones R., La Havanne, 1960.
  - Cuba, la révolution exemplaire, intervista di Jean Zigler, in "Dire" (Ginevra), 4, agosto.
- Albert Camus, poi in Situations IV.
- Les Grands Contemporains à la Recherche d'un Absolu, 1. Jean-Paul Sartre et les jeunes, intervista di Patrice Cournot, in "Le Semeur", 7-8, febbraio.
- Sartre 1960, intervista di Jacques-Alain Miller, in "Les Cahiers libres de la Jeunesse", 1, 15 febbraio.
- Jean-Paul Sartre vous présente Soledad, poi in Les Écrits de Sartre.
- L'artiste est un suspect..., poi in Situations IV.
- Un texte inédit de Sartre, in "Premières", XI, 9, giugno, poi con il titolo Théâtre épique et théâtre dramatique in Un théâtre de situations.
- Jeunesse et guerre d'Algérie, intervista di K. S. Karol, in "Vérité-Liberté", 3, luglio-agosto.
- M. Jean-Paul Sartre dresse un parallèle entre Cuba et l'Algérie, in "Le Monde", 1 settembre.
- Lettre au tribunal militaire lors du «procès Jeanson», in "Le Monde", 22 settembre, scritta da Claude Lanzmann e Pierre Péju su indicazioni di Sartre.
- Conferenza stampa del 1 dicembre, resoconto in "Libération", 2 dicembre.
- Frammenti di lettere e testi diversi in Simone de Beauvoir, La Force de l'Âge; trad. Bruno Fonzi, L'età forte, coll. "Gli struzzi" 166, Einaudi, Torino 1961; coll. "Einaudi tascabili" 255, ivi, 1995.

## 1961
- Préface a Frantz Fanon, Les Damnés de la terre, poi in Situations V; trad. Carlo Cignetti, in id., I dannati della terra, Einaudi, Torino 1962; coll. "NUE" 77, ivi, 1977.
- La peinture sans privilèges, poi in Situations IV.
- Entervista concedida ao Instituto Brasileiro de Filosofia Secçao do Ciará, in "Revista Filosofica do Nordeste" (Fortaleza), 2.
- L'analyse du référendum, intervista, poi in Situations V.
- Entretien avec Jean-Paul Sartre, intervista di Deville, Arrieux, Labre, in "La Voie communiste", 20, febbraio.
- An interview with Jean-Paul Sartre, intervista di Oreste F. Pucciani, in "Tulane Drama Review", V, 3, marzo, poi estratti in Théâtre complet (2005).
- L'assaut contre Castro, intervista, in "L'Express", 20 aprile.
- Comment faire face au terrorisme, intervista di Gilles Martinet, in "France-Observateur", 18 maggio.
- Sartre talks to Tynan, intervista di Kenneth Tynan, in "The Observer" (Londra), 18 giugno, poi con il titolo Entretien avec Kenneth Tynan in Un théâtre de situations.
- Une génération spontanée d'alexandrins, intervista nell'articolo collettivo Cinq écrivains racontent leur expérience de la drogue, in "Arts", 14-21 giugno.
- Merleau-Ponty vivant, poi in Situations IV; trad. Raoul Kirchmayr, Merleau-Ponty, R. Cortina, Milano 1999.
- Una nuova generazione è apparsa, rinasce con essa la fiducia nelle libertà, intervista di Ugo d'Ascia, in "Avanti!", 16 dicembre.

## 1962
- Bariona, ou le Fils du tonnerre (1940), Atelier Anjou-copies, ed. fuori commercio, poi in Les Écrits de Sartre e in Théâtre complet (2005); trad. Macro Antonio Aimo, Bariona, o il figlio del tuono. Racconto di Natale per cristiani e non credenti, a cura di Antonio Delogu, Marinotti, Milano 2003.
- Partecipazione al dibattito sulla dialettica, Marxisme et existentialisme: Controverse sur la dialectique con Jean-Paul Sartre, Roger Garaudy, Jean Hyppolite, Jean-Pierre Vigier, Jean Orcel, Plon, Paris.
- Entretien avec Jean-Paul Sartre, intervista di Jean-Paul Naury (pseudonimo di Michel-Antoine Burnier), in "Tribune étudiante", 5-6, gennaio-febbraio.
- Répondre à la violence par la violence?, dibattito tra Jean-Paul Sartre, Laurent Schwartz, Serge Mallet, Gilles Martinet e altri, in "France-Observateur", 1 febbraio.
- Intervention aux assises de la Ligue d'Action pour le Rassemblement antifasciste, 11 febbraio, in "Bulletin intérieur du F.A.C.", 1, febbraio-marzo.
- An interview with Jean-Paul Sartre, intervista di Ryo Tanaka (in giapponese), in "Sekai Magazine", marzo; (in inglese) in "Orient/West: Today's Japan", maggio.
- Quick spricht mit Sartre, intervista, in "Quick" (Monaco), 31 marzo.
- Les Somnanbules, poi in Situations V.
- Bilan et perspectives de la lutte antifasciste, intervista di Simon Blumenthal et Gérard Spitzer, in "La Voie communiste", 29, giugno-luglio.
- Réponse de Sartre à une lettre de Marcel Péju: Correspondance, in "Les Temps Modernes", 194, luglio.
- La démilitarisation de la culture, poi parzialmente in Situations VII.
- Lettere di Sartre a l'Unità, poi con il titolo Discussion sur la critique à propos de "L'enfance d'Ivan", in Situations VII.
- Intervista dopo sei anni (trad. russa), in "Teatr", Mosca, settembre.
- La guerra fredda e l'unità della cultura, in "Rinascita" 23, 13 ottobre.
- Deux heures avec Jean-Paul Sartre, intervista di D. Guendline e S. Razgonov, in "La Culture et la Vie" (mensile in francese pubblicato a Mosca), 9, settembre.
- Encounter with Jean-Paul Sartre, intervista di László Róbert, in "The New Hungarian Quarterly" (Budapest), III, 8, ottobre-dicembre.

## 1963
- Les Mots, Gallimard, Paris; trad. Luigi de Nardis, Le parole, Il Saggiatore, Milano 1964-2020; Net, Milano 2002-2006.
- Ot avtora, prefazione all'edizione russa di Les Mots, poi nell'edizione della coll. "Bibliothèque de la Pléiade" di Les Mots et autres écrits autobiographique (2010).
- Scrittori del mondo, sediamoci intorno al tavolo! (in russo), in "Liternaturnaja Gazeta", Mosca, 15 gennaio.
- Doigts et non-doigts, poi in Situations IV.
- Préface a Patrice Lumumba, La pensée politique de, poi in Situations V.
- Le cinéma nous donne sa première tragédie: "Les Abysses", poi in Les Écrits de Sartre.
- Nel sangue di Grimau l'unità della Spagna, in "Rinascita", 27 aprile; in francese con il titolo Grimau, in "Libération", 27-28 aprile.
- Coesistenza pacifica e confronto delle idee, intervista, in "Rinascita", 35, 7 settembre.
- Frammenti di lettere e testi diversi in Simone de Beauvoir, La force des choses; trad. Bianca Garafi, La forza delle cose, Einaudi, Torino 1966, coll. "ET" 300, ivi, 1995.
- Une lettre de J.-P. Sartre (indirizzata a Maria Craipeau), in "France-Observateur", 12 dicembre.
- Un bilancio, un preludio, in "L'Europa Letteraria", IV, 22-24, testo in francese con il titolo Un bilan, un prélude, in  "Esprit", 329, luglio 1964.

## 1964
- Situations IV: Portraits, Gallimard, Paris.
- Situations V: Colonialisme et néo-colonialisme, Gallimard, Paris.
- Situations VI: Problèmes du marxisme, 1, Gallimard, Paris.
- Qu'est-ce que la littérature?, Gallimard, Paris (nuova edizione).
- Determinazione e libertà, estratti in "Rinascita", testo francese poi in Les Écrits de Sartre.
- Incontro con Jean-Paul Sartre, intervista (marzo o aprile) in occasione dell'uscita de Il filosofo e la politica (antologia di scritti); trad. Luciana Trentin e Romano Ledda, prefazione di Mario Alicata, Editori Riuniti, Roma 1964; a cura di Mario Spinella, ivi, 1980.
- Foreword (lettera-prefazione) a Ronald Laing e David Cooper, Reason and Violence, Tavistock, London.
- La culture en question, intervista, in "21 X 27 (L'Étudiant de France)", 5, febbraio.
- Entretien avec Jean-Paul Sartre, intervista, in "Philo-Observateur", 4, marzo.
- Sartre parle..., intervista di Yves Buin, in "Clareté", 55, marzo-aprile.
- Interview à un représentant de l'A.P.S., in "Le Monde", 15 aprile.
- Jean Paul Sartre s'explique sur "Les Mots", intervista di Jacqueline Piatier, in "Le Monde", 18 aprile.
- Jean-Paul Sartre et Zola, lettera a Jacqueline Piatier, in "Le Monde", 25 aprile.
- Ein Sartre Interview, intervista di Jean Guitron del 1951 a proposito di Le Diable et le bon Dieu, in "Frankfurter Rundschau", 23 maggio.
- Entretien à Prague sur la notion de décadence, in "La Nouvelle Critique", 156-157, giugno-luglio.
- Déclaration à la mort de Maurice Thorez, in "L'Humanité", 16 luglio, poi in Les Écrits de Sartre.
- Palmiro Togliatti, in "L'Unità", 30 agosto, testo francese in "Les Temps Modernes", 221, ottobre e in Situations IX.
- Testi relativi al rifiuto del premio Nobel :
  - L'écrivain doit refuser de se laisser transformer en institution, in "Le Monde", 24 ottobre, poi in Les Écrits de Sartre.
  - Sartre nous explique son refus, intervista di N. L. Kemski, in "Paris-Presse-L'Intransigeant", 24 ottobre.
  - L'Alibi, intervista, in "Le Nouvel Observateur", 1, 19 novembre, poi in Situations VIII (1972).
  - Message de Sartre à la soirée d'hommage à Nazım Hikmet organisée par "Les Lettres française", in "Les Lettres françaises", 10-16 dicembre.

## 1965
- Les Troyennes, Gallimard, Paris (adattamento dell'opera omonima di Euripide); trad. Donatella Rotundo, Le troiane, premessa di Rita Levi-Montalcini, Edizioni di storia e letteratura, Roma 2005.
- "Les Troyennes": Jean-Paul Sartre s'explique, intervista di Bernard Pingaud, in "Bref", 83, febbraio, poi in Un théâtre de situations e in Théâtre complet (2005).
- Interview sur "Les Troyennes", intervista di Gisèle Halimi, in "Nin" (Belgrado), 28 marzo.
- Situations VII: Problèmes du marxisme, 2, Gallimard, Paris.
- Que peut la littérature?, intervento a un dibattito a cura di Yves Buin, 10/18, Paris.
- Intervista (in ceco) di Antonin J. Liehem, in "Rozhovor", Praga.
- Sartre non va in U.S.A., intervista di Maria Antonietta Macciocchi, in "L'Unità", 19 marzo.
- Pourquoi je refuse d'aller aux États-Unis. Il n'y a plus de dialogue possible, intervista, in "Le Nouvel Observateur", 1 aprile, poi in Situations VIII.
- Sartre répond (à une lettre de D. I. Grossvogel), in "Le Nouvel Observateur", 8 aprile, poi in Situations VIII.
- Sia l'Europa a imporre agli U.S.A. Il negoziato, lettera a "L'Unità", 18 aprile.
- Culture de poche et culture de masse, intervista di Bernard Pingaud, in "Les Temps Modernes", 228, maggio.
- Playboy interview Jean-Paul Sartre, intervista di Madeleine Gobeil, in "Playboy" (ed. U.S.A., Chicago), 5, maggio.
- Up all night, in "The Nation", 31 maggio.
- Refusons le chantage, intervista, in "Le Nouvel Observateur", 17 giugno, poi in Situations VIII.
- Achever la gauche ou la guérir?, intervista, in "Le Nouvel Observateur", 24 giugno, poi in Situations VIII.
- Sartre talks of Beauvoir, intervista di Madeleine Gobeil, in "Vogue", 146, luglio, poi in Serge Julienne-Caffié, Simone de Beauvoir, Gallimard, Paris 1966.
- Was sich für uns in Viet-nam entscheidet. Rede vor dem Weltfriedenskongress in Helsinki 16. Juli. 1965, in "Sonntag" (Berlino), luglio.
- Sartre, Vilar, François Périer et "Le Théâtre Vivant": Des projets explosifs, in "Les Nouvelles littéraires", 1 luglio.
- L'écrivain et sa langue, in "Revue d'esthétique", XVIII, 3-4, luglio-dicembre, poi in Situations IX.
- La question, testo del programma di sala della ripresa al Théâtre de l'Athénée, in "Théâtre vivant", settembre, poi in Un théâtre de situations.
- Conversaciòn con Jean-Paul Sartre, intervista di Jorge Semprún, in "Cuadernos de ruedo ibérico" (Parigi), ottobre-novembre.
- Avant-garde? de quoi et de qui?, in "Le Nouvel Observateur", 20-26 ottobre.
- Intervista politica di Mikīs Theodōrakīs, apparsa il 9 novembre in diversi quotidiani di Atene.
- Les circonstances imposent de voter pour François Mitterrand, comunicato, in "Le Monde", 4 dicembre.
- Le choc en retour, in "Le Nouvel Observateur", 8-14 dicembre.

## 1966
- L'universel singulier, in Kierkegaard vivant (colloquio UNESCO di Parigi dal 21 al 23 aprile 1964), a cura di Renéé Mahu, Gallimard, Paris, poi in Situations IX; trad. Raoul Kirchmayr, in L’universale singolare. Saggi filosofici e politici 1965-1973, postfazione di Pier Aldo Rovatti, Mimesis, Milano-Udine, 2009.
- Communication au colloque "Morale et société" organisé par l'Institut Gramsci, poi in Les Écrits de Sartre.
- Entretien avec Jean-Paul Sartre, intervista di Léonce Peillard, in "Biblio" e in "Livres de France", XVII, 1, gennaio.
- Père et fils, estratto di  Flaubert, in "Biblio" e in "Livres de France", XVII, 1, gennaio.
- La conscience de classe chez Flaubert, in "Les Temps Modernes", 240 (maggio) e 241 (giugno).
- Flaubert: du poète à l'Artiste, in "Les Temps Modernes", 243 (agosto), 244 (settembre) e 245 (ottobre).
- Entretien sur l'anthropologie, in "Cahiers de Philosophie", 2-3, febbraio, poi in Situations IX.
- Préface à "La Promenade du dimanche" de George Michel, in "Bref", 99, ottobre.
- "Les Mouches", à la mémoire de Dullin, in "Cahier Charles Dullin", II, poi in Un théâtre de situations.
- I poteri dell'intellettuale, intervista televisiva di Carlo Bo, in "L'Approdo Letterario", XII, 34, aprile-giugno.
- A message from Jean-Paul Sartre to American Peace-workers, in "PACS News", 1, estate.
- Samoie glavnoie dlia menia – eto dieistvie (Quel che per me è più importante è agire), intervista (in russo), in "Inostranaia Literatura" (Mosca), 9, settembre.
- Le rôle de l'intellectuel (in giapponese), in "Asahi Janaru", II, 42, ottobre.
- Saint Georges et le dragon, in "L'Arc2, 30, ottobre, poi in Situations IX.
- Jean-Paul Sartre répond, conversazione con Bernard Pingaud, in "L'Arc", 30, ottobre.
- Un cancer en Afrique..., in "Christianisme social", LXXIV, 11-12.

## 1967
- Un soleil, un Viêt-Nam, con litografie di Matta, in-folio, a cura del Comité Vietnam national.
- Á qui rêve la demoiselle, in Jean-Paul Leroux e Michel Chrestien, Le livre blanc de l'humour noir, éd. La pensée moderne, Paris.
- Mythe et réalité du théâtre, in "Le Point", gennaio, poi in Un théâtre de situations; trad. Carlo Garzia, Mito e realtà del teatro, in "Quaderni del CUT" (Centro universitario teatrale di Bari), 4, 1968, pp. 24–42.
- Imperialist morality, intervista di Perry Anderson, Ronald Fraser e Quintin Hoare, in "New Left Review", I, 41, gennaio-febbraio.
- Une structure du langage, intervista di Jean-Claude Garot, in "Le Point", 8, febbraio.
- "L'Agression" de Georges Michel, intervista di Nicole Zand, in "Bref", 103, febbraio-marzo.
- Testi relativi al conflitto arabo-israeliano:
  - Intervista a "Al Ahram" (in arabo), in "Al Ahram" (Il Cairo), 25 dicembre 1965.
  - Intervista a "Al Hamishar", di Simha Flapan, in "Al Hamishar" (giornale del Mapam), 1966, poi con il titolo Jean-Paul Sartre et les problèmes de notre temps, in "Cahiers Bernard Lazare", 1966.
  - Intervista a "Al Ba'ath", in "Al Ba'ath" (periodico siriano), febbraio 1966.
  - Lettre ouverte au journal "Al Ahram", in "Al Ahram", 25 febbraio.
  - Jean-Paul Sartre et Simone de Beauvoir en Israël, in "Cahiers Bernard Lazare", 10, maggio.
  - Pour la vérité, in "Les Temps Modernes", 253bis, giugno.
  - Intervista su Israele di Jigal Arci, in "Literarni Novini" (Praga), 15 aprile.
- Testi relativi al Tribunale Russell:
  - Le Crime, intervista, in "Le Nouvel Observateur", 30 novembre-6 dicembre, poi in Situations VIII.
  - Lettre au Président de la République, in "Le Monde", 25 aprile, poi in Situations VIII.
  - Sartre à de Gaulle, intervista, in "Le Nouvel Observateur", 26 aprile-3 maggio, poi in Situations VIII.
  - Discours inaugural pronunciato il 2 maggio 1967 a Stoccolma, in Tribunal Russell: Le jugement de Stockholm, coll. "Idées", Gallimard, Paris, poi in Situations VIII.
  - Réponse à Dean Rusk, in Tribunal Russell: Le jugement de Stockholm, Gallimard, Paris.
  - Douze homme sans colère, intervista di Serge Lafaurie, in "Le Nouvel Observateur", 24-30 maggio, poi in Situations VIII.
  - Déclaration à la séance d'ouverture de la seconde session du tribunal Russell le 20 novembre 1967 à Roskilde, poi in Tribunal Russell 2: Le jugement final, Gallimard, Paris 1968.
  - Le Génocide, intervista di Serge Lafaurie, in "Le Nouvel Observateur", 6-12 dicembre.
  - Le Génocide, poi in Tribunal Russell 2: Le jugement final, Gallimard, 1968, poi in Situations VIII.
  - De Nuremberg à Stockholm, in "Tricontinental", 3, novembre-dicembre, poi in Situations VIII.
- Présentation della mostra di Roger Pic, Photographie du Vietnam en guerre, catalogo della mostra 22 giugno-27 luglio, poi come Préface a Roger Pic, Au Cœur du Vietnam, Maspero, Paris 1968.
- Jean-Paul Sartre, intervista (in serbo) di Kommen Becirovic, in "Nin / Politika" (Belgrado), 2 luglio.
- Théoricien en Bolivie!, in "Le Point", Bruxelles, luglio.
- Intervento all'incontro per Régis Debray alla Mutualité il 30 maggio 1967, poi in Le Procès de Régis Debray, Maspero, Paris 1968.
- Vogliono assassinare Debray. Dobbiamo impedirlo, intervista di Adolfo Chiesa, in "Paese Sera", 2 settembre.
- Sartre e De Beauvoir in memoria di Ilia Ehrenburg, in "L'Unità", 3 settembre, poi in Les Écrits de Sartre.
- Entretien avec Jean-Paul Sartre, intervista di Françoise Gilles, in "Combat", 8 settembre.
- Extrait d'une lettre à Régis Debray, in "Le Monde", 11 ottobre.
- Conferenza stampa sul film Le Mur al Festival di Venezia il 5 settembre 1967, in "Jeune Cinéma", 25, ottobre, poi in Œuvres romanesques (1981).
- Jean-Paul Sartre parle du "Mur", in "Le Nouvel Observateur", 1-7 novembre.
- L'universel singulier, testo su Carlo Levi, in "Galleria" (Caltanissetta), XVII, 3-6, maggio-dicembre.

## 1968
- L'intellectuel face à la révolution, intervista di Jean-Claude Garot, in "Le Point" (Bruxelles), 13, gennaio.
- Correspondance (réponse à une lettre de Francis Jeanson), in "Les Temps Modernes", 260, gennaio.
- Intervista in occasione del Congresso culturale di L'Avana, in "Granma" (L'Avana), gennaio.
- Message, in "Granma", 21 gennaio.
- Ich bin nicht gegen die Amerikaner, ich bin für Vietnam, in "Konkret", Amburgo.
- Le théâtre de A jusqu'à Z: Jean-Paul Sartre, intervista di Paul-Louis Mignon, in "L'Avant-Scène Théâtre", 402-403 (numero speciale Sartre), 1-15 maggio.
- Interviste e testi relativi agli eventi del Maggio francese:
  - Manifesto, in "Le Monde", 10 maggio, firmato anche da Maurice Blanchot, André Gorz, Jacques Lacan, Henri Lefebvre, Georges Michel, Maurice Nadeau, poi in Les Écrits de Sartre.
  - Intervista di Françoise Gilles sulla rivolta studentesca, Radio Luxembourg, 12 maggio, diffusa in forma di volantino dall'Union nationale des étudiants de France.
  - L'imagination au pouvoir, intervista di Daniel Cohn-Bendit, in "Le Nouvel Observateur", supplemento speciale, 20 maggio.
  - Dichiarazione davanti agli studenti riuniti nell'anfiteatro della Sorbona occupata, 20 maggio, diffusa in forma di volantino, traduzione integrale sul giornale jugoslavo "Politika", giugno.
  - M. Jean-Paul Sartre à la Sorbonne, in "Le Monde", 22 maggio.
  - Les Bastilles de Raymond Aron, intervista di Serge Lafaurie, in "Le Nouvel Observateur", 19-25 giugno, poi in Situations VIII.
  - L'idée neuve de mai 1968, intervista di Serge Lafaurie, in "Le Nouvel Observateur", 26 giugno-2 luglio, poi in Situations VIII.
  - Die Revolution kommt wieder nacht Deutschland, intervista di Gustav Stern, Georg Wolff e Dieter Wild, in "Der Spiegel", 15 luglio, versione francese in Les communistes ont peur de la révolution, éditions John Didier, 1969 e in Situations VIII.
  - Intervista sulla rivolta studentesca, concessa a Bologna, in "l'Espresso", agosto.
- Sartre sulla Mostra di Venezia, tavola rotonda con Alfredo Angeli, Roberto Faenza, Ugo Gregoretti e Franco Solinas, in "Paese Sera", 21 agosto.
- Jean-Paul Sartre sui fatti di Praga, intervista di Oretta Bongarzoni, in "Paese Sera", 25 agosto.
- Sur les sphères d'influence, lettera collettiva firmata da Bertrand Russell, Laurent Schwartz e Vladimir Dedijer, in "Le Monde", 17 ottobre.
- Il n'y a pas de bon gaullisme..., in "Le Nouvel Observateur", 4-10 novembre, poi in Situations VIII.
- J'ai pensé à un pays où on ne pourrait vraiment rien faire d'autre, intervista di Bernard Pingaud, in "Théâtre de la Ville / Journal", 2, novembre, poi in Un théâtre de situations.
- Intervista concessa a Praga a un rappresentante dell'Agence France-Presse, citata in "Le Monde", 3 dicembre.
- Dichiarazione a un giornale di Praga, "Svobodne Slovo", 29 o 30 novembre.

## 1969
- Les communistes ont peur de la révolution, éditions John Didier, ristampa di due interviste.
- "Le Mur" au lycée, in "Le Monde", 18 gennaio, poi in Situations VIII.
- Israël, la gauche et les Arabes, in "Quaderni del Medio Oriente", gennaio, poi in Situations VIII.
- Un Juif d'Israël a le droit de rester dans sa patrie. En vertu du même principe, un Palestinien a le droit d'y rentrer, intervista di Claudine Chonez, in "Le Fait public", 3, febbraio, poi in Situations VIII.
- La jeunesse piégée, intervista di Serge Lafaurie, in "Le Nouvel Observateur", 17-23 marzo, poi in Situations VIII.
- Aujourd'hui plus que jamais: l'engagement, intervista di Dagmar Steinova, in "La Vie tchécoslovaque", marzo.
- L'Homme au magnétophone, in "Les Temps Modernes", 274, aprile, poi in Situations IX.
- Défendez-vous, discorso, in "Complexe" (Anversa), 4, luglio.
- Présentation (dossier sur la Grèce), in "Les Temps Modernes", 276bis, agosto.
- La Luna: una vittoria o una trappola?, intervista di Augusto Marcelli, in "Paese Sera", 30 agosto.
- Classe e partito. Il rischio della spontaneità, la logica dell'istituzione, intervista, in "il manifesto", 4 settembre, poi con il titolo Masses, spontanéité, parti in Situations VIII.
- Itinerary of a thought, intervista di Perry Anderson, Ronald Fraser e Quintin Hoare, in "New Left Review", I, 58, novembre-dicembre, poi parzialmente in Situations IX.

## 1970
- Le socialisme qui venait du froid, préface à Antonin Liehm, Trois générations, Gallimard, Paris, poi in Situations IX.
- Je - Tu - Il, prefazione a André Puig, L'inachevé, Gallimard, Paris, poi in Situations IX.
- Sartre par Sartre, in "Le Nouvel observateur", 272, 26 gennaio (traduzione parziale dell'intervista del 1969 apparsa in "New Left Review"), poi in Situations IX.
- Intervento alla conferenza stampa del comitato, il 27 gennaio 1970, poi in Situations VIII.
- Le peuple brésilien sous le feu croisé des bourgeois, in "Témoignage chrétien", 29 gennaio, poi in Situations VIII.
- M. Jean-Paul Sartre prend la direction de "La Cause du Peuple", in "Le Monde", 28-29 aprile.
- Lettera sulla decisione di prendere la direzione, in "La Cause du peuple", 20, 1 maggio.
- Une déclaration de M. Jean-Paul Sartre, in "Le Monde", 17-18 maggio.
- Jean-Paul Sartre fait parler "les casseurs", in "Le Nouvel observateur", 288, 18 maggio.
- M. Jean-Paul Sartre et "La Cause du Peuple", in "Le Monde", 19 maggio.
- Toute la vérité, in "Le Monde", 27 maggio, poi in Situations VIII.
- Le tiers monde commence en banlieue, in "Tricontinental", luglio, poi in Situations VIII.
- Le système capitaliste ne peut plus se maintenir sans une répression, intervista di Jean-Marie Borzeix, in "Combat", 9 luglio.
- L'Ami du peuple, in "L'idiot international", settembre, poi in Situations VIII.
- Sartre on Mexico, intervista, in "The Spokesman", 6, ottobre.
- Coexistences, testo per la mostra di Paul Rebeyrolle alla Galerie Maeght, in "Derrière le miroir", 187, ottobre, poi in Situations IX.
- Intellectuels et ouvriers doivent s'unir, in "La Cause du peuple - J'accuse", n. 0, 1 novembre.
- Jean-Paul Sartre à Renault-Billancourt, in "L'idiot international", 11, novembre.
- Les garanties bourgeoises, in "Le Nouvel observateur", 313, 9 novembre, prefazione a Minutes du procès d'Alain Geismar, Éditions Hallier, Paris, 1970, poi con il titolo di L'Affaire Geismar in Situations VIII.
- Aktion statt Druckerschwärze, intervista di Alice Schwarzer, in "Neues Forum" (Vienna), II, 2/3, novembre.
- Jean-Paul Sartre lance un appel à la "justice populaire" contre les Houillères du Nord, in "Le Monde", 12-14 dicembre.
- Kein Erbarmen mit den Linken, intervista di Alice Schwarzer, in "Pardon" (Francoforte).
- Bürgerkrieg in Frankreich. Interview mit J.-P. Sartre und A. Glucksmann, intervista televisiva, Hessischer Rundfunk, Francoforte.

## 1971
- L'Idiot de la famille, tomo I e II, Gallimard, Paris; trad. Corrado Pavolini, L'idiota della famiglia. Gustave Flaubert dal 1821 al 1857, 2 voll., Il Saggiatore, Milano 1977; Introduzione di Massimo Recalcati, Milano, Il Saggiatore, 2019.
- Préface a Gisèle Halimi, Le Procès de Burgos, Gallimard, 1971, poi col titolo Le Procès de Burgos in Situations X (1976).
- Ein Betriedstribunal, intervista di Claude Kiejman, in Jean-Paul Sartre, Der Intellektuelle und die Revolution, Luchterhand.
- La justice populaire, in "J'accuse", 1, 15 gennaio.
- Entretien avec... Jean-Paul Sartre, intervista di Yvon Toussaint, in "Le Soir", Bruxelles, 26 gennaio.
- Conversacion con un militante llamado Jean-Paul Sartre, intervista di Claude Kiejman e Waksman Schinca, in "Marcha" (Montevideo), 12 febbraio.
- Violence et grève de la faim, in "J'accuse", 2, 15 febbraio.
- Conferenza stampa sull'occupazione del Sacré-Cœur, estratti in "Le Monde" e "La Croix", 17 febbraio.
- Portes ouvertes à l’Élysée: les conclusion de Jean-Paul Sartre, in "J'accuse", 3, 15 marzo.
- "J'accuse" et la politique, in "J'accuse", 5, 1 maggio.
- Sartre discusses Quebec, intervista, in "Guardian", New York, 19 maggio.
- Coup de tonnerre en Europe, in "Le Nouvel observateur", 341, 24 maggio, prime pagine della prefazione a Gisèle Halimi, Le procès de Burgos, poi in Situations X.
- Dibattito su Le Chagrin et la pitié, in "La Cause du peuple - J'accuse", 2, 31 maggio.
- Sur "L'Idiot de la famille", intervista di Michel Contat e Michel Rybalka, in "Le Monde", 14 maggio, poi in Situations X.
- Comunicato, in "Le Monde", 4 giugno.
- Jean-Paul Sartre répond à M. Roland Boscary-Monsservin, député républicain indépendant, à propos des tribunaux populaires (a proposito dei tribunali popolari), in "La Cause du peuple - J'accuse", 4, 13 giugno.
- Jean-Paul Sartre: Venez tous le 27 juin faire la procès de la police française, appello, 'in "Cause du peuple - J'accuse", 5, 21 giugno.
- Nous portons plainte contre la police, manifesto, in "La Cause du peuple - J'accuse", numero speciale polizia, 3 giugno.
- Pourquoi un tribunal populaire contre la police, intervista, in "La Cause du peuple - J'accuse", 6, 28 giugno.
- Iron in his Soul, intervista di John Gerassi, in "The Guardian" (Manchester), 4 settembre.
- La Semence et le Scaphandrier (1923), in "Le Magazine Littéraire", 55-56, dicembre, poi in Écrits de jeunesse.

## 1972
- L'Idiot de la famille, tomo III, Gallimard, Paris.
- Situations VIII: Autour de '68, Gallimard, Paris.
- Situations IX: Mélanges, Gallimard, Paris.
- Plaidoyer pour les intellectuels, Gallimard, Paris; trad. Rita Zaffarami Berlenghini, Difesa dell'intellettuale, introduzione di Ferdinando Adornato, Theoria, Roma 1992; Bompiani, 1999.
- Premier procès populaire à Lens, poi in Situations VIII.
- Liebe Genossen!, in "SPK - Aus der Krankheit eine Waffe machen", Munich, Trikont, 17 aprile.
- Déclaration de Jean-Paul Sartre à la conférence de presse du comité vérité Toul, 5 gennaio, in "La Cause du peuple - J'accuse", 15, 7 gennaio.
- Les Maos en France, poi in Situations X.
- Justice et État, poi in Situations X.
- Nous avons vu le fascisme au cœur de la Régie..., in "La Cause du peuple - J'accuse",  18, 17 febbraio.
- Dissolution de la "volante", halte aux licenciements et aux meurtres fascistes, appello Maurice Clavel, in "La Cause du peuple - J'accuse", 19, 3 marzo.
- Lynchage ou justice populaire?, in "La Cause du peuple - J'accuse", 24, 17 maggio.
- Un débat entre M. Jean-Paul Sartre et "La Cause du peuple", in "Le Monde", 26 maggio.
- Die Werksbullen haben une verprügelt, in "Der Spiegel", 19 giugno.
- Ouverture d'un débat sur La Cause du peuple, in "La Cause du peuple - J'accuse", 25, 21 giugno.
- Jean-Paul Sartre : à propos de Munich, in "La Cause du peuple - J'accuse", 29, 15 ottobre.
- Nous accusons le Président de la République, in "La Cause du peuple - J'accuse", numero speciale, 20 ottobre.
- Je ne suis plus réaliste, intervista di Pierre Verstraeten, in "Gulliver", 1, novembre.
- What's Jean-Paul Sartre thinking lately?, in "Esquire".
- Le nouveau racisme, appello, in "Le Nouvel observateur", 423, 18 dicembre.
- Sartre interview [Gabriel] Aranda, in "La Cause du peuple - J'accuse", 36, 22 dicembre.

## 1973
- Un théâtre de situations, a cura di Michel Contat e Michel Rybalka, Gallimard, Paris; contiene l'inedito: 
  - Le sytle dramatique (1944).
- Soggettività e marxismo (1961), in "aut aut", 136-137, pp. 133–158; in francese con il titolo Qu'est-ce que la subjectivité?, Les Prairies Ordinaires, 2013; trad. Raoul Kirchmayr, Marxismo e soggettività, Marinotti, Milano, 2015.
- Préface a Olivier Todd, Une demi-campagne, 10/18, Paris.
- Élections, piège à cons, in "Les Temps Modernes", 318, gennaio, poi in Situations X.
- Où commence le viol?, in "Libération", 15 gennaio.
- Nous accusons, in "Le Monde", 21-22 gennaio.
- Intervista su France Culture del 7 febbraio, in Jacques Chancel, Radioscopie, vol. 3, éd. Laffont, Paris.
- Sartre parle des maos, intervista di Michel-Antoine Burnier, in "Actuel", febbraio.
- Volksfront nicht besser als Gaullisten, in "Der Spiegel", 12 febbraio.
- À propos de la justice populaire, in "Pro Justicia", 2.
- Sartre on Amnesty, in "The New York Review of Books", 19 aprile.
- Entretien avec Francis Jeanson, poi in Francis Jeanson, Sartre dans sa vie, Seuil, Paris 1974.
- Entretien téléphonique, le 26 ottobre 1973, au moment de la guerre de Kippour, in "Al Hamishmar", poi in Ely Ben Gal, Mardi chez Sartre. Un Hébreu à Paris. 1967-1980, Flammarion, 1992.
- Cette guerre ne peut que contrarier l'évolution du Moyen-Orient vers le socialisme, in "Libération", 29 ottobre.

## 1974
- On a raison de se révolter (con Pierre Victor e Philippe Gavi), Gallimard, Paris; trad. Alfonso Berardinelli, Ribellarsi è giusto, coll. "Nuovo politecnico" 76, Einaudi, Torino 1975; PGreco, Milano 2012.
- ... durchaus zu kritisieren, in "Kursbuch", 35.
- Les élections, l'Union de la gauche, la nouvelle Gauche, in "Libération", 13 aprile.
- Discussion entre Sartre, Marcuse, Gavi et Victor, in "Libération", 7 giugno.
- Schreckliche Situation, intervista di Alice Schwarzer, in "Der Spiegel", 2 dicembre.
- La mort lente d'Andreas Baader, in "Libération", 7 dicembre.

## 1975
- Autoportrait à 70 ans, intervista di Michel Contat, in "Le Nouvel observateur", 554 (23 gennaio), 555 (30 gennaio), 556 (7 febbraio), poi in Situations X; trad. Mara Cantoni e Massimo Gallerani, Autoritratto a settant'anni e S. de Beauvoir interroga Sartre sul femminismo, introduzione di Massimo Gallerani, Il Saggiatore, Milano 1976.
- Simone de Beauvoir interroge Jean-Paul Sartre, in "L'Arc", 61, poi in Situations X; trad. in Autoritratto a settant'anni.
- Sartre et le Portugal, in "Libération", 22-26 aprile.
- Le Tribunal Russel et la guerre, in "Le Monde", 10 maggio.
- Lettre de Sartre à Kosik, in "Le Monde", 29-30 giugno.
- Intervista per ABC, televisione australiana, poi in Max Charlesworth, The Existentialists and Jean-Paul Sartre, Prior, London 1976.
- Sartre parle de l'Espagne, in "Libération", 28 ottobre.
- Terrorism can be justified, in "Newsweek" (ed. europea), 10 novembre.

## 1976
- Situations X: Politique et autobiographie, Gallimard, Paris.
- Non fate il processo a Pasolini, in "Corriere della Sera", 14 marzo.
- Pour les rencontres de Pentecôte au Larzac. Jean-Paul Sartre: "Je voulais savoir comment votre liberté pouvait s'opposer au pouvoir", in "Libération", 5, 6 e 7 giugno.
- Travail. Une opération vérité, appel, in "Le Nouvel observateur", 604, 7 giugno.
- Sartre et l'argent (1972), in Une semaine de Paris/Pariscope, 20-26 ottobre.
- Sartre parle de Flaubert, intervista di Michel Sicard, in "Le Magazine Littéraire", 118, novembre.
- Lettre de soutien de Jean-Paul Sartre, in "Libération", 12 novembre.
- L'honneur qui me vient de Jérusalem, in "Tribune juive" (Parigi), 28 novembre.

## 1977
- Sartre, testo intégrale del film diretto da Alexandre Astruc e Michel Contat, Gallimard; trad. Giovanni Invitto, La mia autobiografia in un film. Una confessione, Marinotti, Milano 2004.
- Pouvoir et liberté: actualité de Sartre, dialogo con Pierre Victor, in "Libération", 6 gennaio.
- Les militants socialistes et la construction de l'Europe, in "Le Monde", 10 febbraio.
- Sartre et les femmes, intervista con Catherine Chaîne, in "Le Nouvel Observateur", 638 (31 gennaio) e 639 (7 febbraio).
- La musique nous donne une possibilité de capter le monde tel qu'il fut, in "Le Monde", 28 luglio.
- Libertà e potere non vanno in coppia, in "Lotta Continua", 9 settembre.
- À mes amis israéliens, in "Le Monde", 4-5 dicembre.
- Interview with Sartre, intervista di Leo Fretz, De Gids, Amsterdam, 4-5, poi in Hugh Silverman e Frederick Elliston (a cura di), Jean-Paul Sartre: Contemporary Approchaches to His Philosophy, Duquesne University Press, 1980.

## 1978
- Conversación con Jean-Paul Sartre, intervista di Juan Goytisolo, in "El País", 11 giugno.

## 1979
- Entretien avec Jean-Paul Sartre et Simone de Beauvoir, intervista di Michel Sicard, in "Obliques", 18-19.
- Entretien avec Sartre, intervista di Bernard Dort, in "Travail Théâtral" (Losanna), 32-33, dicembre, poi in "TM", 531-533, 1990.
- Man muss für sich selbst und für die anderen leben, intervista di Rupert Neudeck, in "Merkur", dicembre.
- Germany Yesterday and Today: a Discussion with Jean-Paul Sartre, Alice Schwarzer, and Daniel Cohn-Bendit, in "Telos".
- Umanesimo e violenza, intervista di Maria Antonietta Macciocchi, in "L'Europeo", ottobre-novembre.
- La Gauche, le désespoir et l'espoir, in "Le Matin", 10, 11 novembre.
- Comment Sartre voit le journalisme aujourd'hui, conversazione con François-Marie Samuelson, in "Les Nouvelles Littéraires", 15 novembre.

## 1980
- Avis aux lecteurs, à propos de Serge Thion, in "Les Temps Modernes", 404, marzo.
- L'espoir, maintenant... entretiens avec Benny Lévy, in "Le Nouvel observateur", 800 (10 marzo), 801 (17 marzo), 802 (24 marzo).
- Sur l'enseignement de la philosophie, in "Cahiers philosophiques", 6, aprile, poi con il titolo Ce qui est intéressant, ce n'est pas ce qui est passé mais ce qui va venir, in Gérard Wormser (a cura di), Sartre: du mythe à l'histoire, éditions Sens Public, 2006.
- Sartre no Brasil a Conferência de Araraquara (1960), Paz e Terra, São Paulo.
- Entretien avec Jean-Paul Sartre, in "L'Arc", maggio.
- Jean-Paul Sartre et les homosexuels, in "Le Gai Pied".

## 1981
- Entretien de Simone de Beauvoir avec Jean-Paul Sartre in Simone de Beauvoir, La Cérémonie des adieux, Gallimard; trad. Elena De Angeli, Conversazioni con Jean-Paul Sartre, in La cerimonia degli addii, Einaudi, Torino, 1981; coll. "ET" 1532, ivi, 2008.
- Saint Marx et son double (1961), in "Obliques", 24-25.
- Penser l'art. Entretien, intervista di Michel Sicard, in "Obliques", 24-25; trad. Francesca Marcarino, Pensare l'arte, Marinotti, Milano 2008.
- Questions sur la musique moderne. Entretien avec Jean-Yves Bosseur et Michel Sicard, in "Obliques", 24-25.
- The Interview, intervista di Michel Rybalka, Oreste Pucciani e Susan Guenheck (1976) in Paul Arthur Schilpp (a cura di), The Philosophy of Jean-Paul Sartre, Open Court, La Salle.

## 1982
- Œuvres romanesques, a cura di Michel Contat e Michel Rybalka, con la collaborazione di Geneviève Idt e George H. Bauer, coll. "Bibliothèque de la Pléiade", Gallimard, Paris. Contiene i seguenti testi inediti:
  - Dépaysement (1936).
  - Lettres entre Sartre et Brice Parain à propos de "La Nausée" (1937).
  - La Dernière Chance (1949).
- Journal de Mathieu, in "Les Temps Modernes", 434, settembre, poi in Œuvres romanesques.
- Lettres à Simone Jollivet, in "Les Temps Modernes", 436, novembre.
- Anarchie et morale (1979), intervista di Raúl Fornet-Betancourt, Mario Casañas e Alfredo Gómez-Muller, in "Concordia", 1.

- - La mia guerra. Diari e taccuini, trad. Giovanni Bogliolo, Collana Supercoralli, Torino, Einaudi, 1984, ISBN 978-88-065-6945-7 [i testi raccolti sono tratti da Œvres romanesques]

## 1983
- Lettres au Castor et à quelques autres, tomo I e II, Gallimard, Paris (lettere a Simone de Beauvoir, Simone Jolivet, Wanda Kosakiewicz, Olga Kosakiewicz e Bianca Lamblin); trad. Oreste Del Buono, Lettere al Castoro e ad altre amiche: 1926-1963, ed. scelta, presentata e annotata da Simone de Beauvoir, Garzanti, Milano, 1985.
- Cahiers pour une morale, Gallimard, Paris; trad. Aniello Montano, Note sartriane per una morale, Il Tripode, Napoli 1984; a cura di Fabrizio Scanzio, Quaderni per una morale: 1947-1948, Edizioni Associate, Roma, 1991.
- Premières lettres de guerre à Simone de Beauvoir, in "Les Temps Modernes", 439 (febbraio), 440 (marzo), 443 (giugno), poi in Lettres au Castor et à quelques autres.

## 1984
- Le Scénario Freud, a cura di Jean-Bertrand Pontalis, Gallimard, Paris; trad. Angelo Morino, Freud. Una sceneggiatura, Collana Supercoralli, Einaudi, Torino 1985, ISBN 978-88-065-8057-5.
- Pourquoi des philosophes?, in "Le Débat", 29, giugno.

## 1985
- Critique de la raison dialectique II: L'intelligibilité de l'histoire, Gallimard, Paris; trad. Florinda Cambria, Critica della ragione dialettica, 2. L'intelligibilità della storia, introduzione di Pier Aldo Rovatti, Marinotti, Milano 2006.
- La lutte est-elle intelligible?, in "Les Temps Modernes", 471, ottobre.
- Merleau-Ponty (1961), prima versione di Merleau-Ponty vivant (1961), in "Revue Internationale de philosophie", 152-153.

## 1989
- Vérité et existence, a cura di Arlette Elkaïm-Sartre, Gallimard, Paris; trad. Francesco Sircana, Verità e esistenza, Il Saggiatore, Milano 1991

## 1990
- Ecrits de jeunesse, Gallimard, Paris; trad. Chiara Pasquini, Novelle e racconti. Pensieri e progetti dagli Écrits de jeunesse, introduzione di Gabriella Farina, Marinotti, Milano, 2007. Con gli inediti:
  - Complainte de deux kâgneux qui travaillent fort, con Paul Nizan (1922).
  - La Belle et la Bête (1922).
  - Fragments sur le jazz (1922).
  - Saturnin Picquot (1922).
  - Anatole France: le Conducteur (1923).
  - Nelly ou De l'inconvénient des Proverbes (1924).
  - Andrée (1924).
  - Carnet Midy (1924).
  - Apologie du cinéma: Défense et illustration d'un Art international (1924).
  - Les Maranes, con Paul Nizan e René Maheu, (1926).
  - Pour les 21 ans d'Ugène mélancolique, con Paul Nizan, René Maheu e Pierre Guille, (1926).
  - Ho hé ho (je suis un petit garçon qui ne veut pas grandir) (1926).
  - Une défaite (1926).
  - Er l'Arménien (1927).
- Lettres à Wanda, in "Les Temps Modernes", 531-533, vol. 2, ottobre.

## 1991
- L'Espoir maintenant. Les entretiens de 1980, con Benny Lévy, Verdier, Lagrasse.
- La Reine Albemarle ou le dernier touriste, edizione stabilita dei frammenti a cura di Arlette Elkaïm-Sartre, Gallimard, Paris; trad. Sergio Atzeni, L'ultimo turista. Passeggiate e inchiostri italiani come resurrezione a fior d'acqua, a Venezia, Collana Scritture n.18, Il Saggiatore, 1993, ISBN 978-88-428-0126-9; col titolo La regina Albemarle o l'ultimo turista, Collana EST, Il Saggiatore, Milano, 1997, ISBN 978-88-428-0506-9; Collana La piccola cultura, Il Saggiatore, 2016, ISBN 978-88-428-2273-8.
- Kennedy and West Virginia, estratti da Morale et histoire (2005), a cura di Ronald Aronson e Adrian van den Hoven, in Sartre Alive, Wayne State University Press.

## 1992
- Ely Ben Gal, Mardi chez Sartre. Un Hébreu à Paris. 1967-1980, Flammarion, contiene:
  - Conférence de presse de Jean-Paul Sartre à Tel-Aviv, 29 mars 1967.
  - Sartre sur la gauche israélienne (1968).
  - Discours de Jean-Paul Sartre à la Mutualité, le 7 gennaio 1971.
  - Sartre, les juifs, Israël et le judaïsme (1972).
  - Discours de Sartre à l'ambassade d'Israël pour l'acceptation de son diplôme de docteur "honoris causa" de l'université hébraïque de Jérusalem, 7 novembre 1976.
  - Entretiens Jean-Paul Sartre - Arlette Elkaïm-Sartre - Benny Lévy (1978), testo rifiutato da "Le Nouvel Observateur".
  - Déclaration commune Jean-Paul Sartre - Benny Lévy (1978), testo rifiutato da "Le Nouvel Observateur".

## 1993
- La conférence de Rome, 1961: Marxisme et subjectivité, in "Les Temps Modernes", 560, marzo, poi in Qu'est-ce que la subjectivité?, éd. Les Prairies Ordinaires, 2013.

## 1995
- Carnets de la drôle de guerre: novembre 1939-mars 1940, Gallimard, Paris; trad. Paul-André Claudel, Taccuini della strana guerra, 2 voll., Acquaviva, 2002.

## 1998
- La responsabilité de l'écrivain (1946), conferenza, Verdier, Lagrasse; trad. Francesco Bergamasco, La responsabilità dello scrittore, Archinto, Milano 2012.
- Réflexions sur la question juive (1946), conferenza, in "Les cahiers du judaïsme", 3.

## 2000
- Résistance (1943), in "Les Temps Modernes", 609, giugno-luglio-agosto.

## 2001
- Fragments posthumes de "La Légende de la vérité" (forse 1931), in Écrits posthumes de Sartre II, a cura di Juliette Simont, Vrin - Annales de l'institut de philosophie de l'université de Bruxelles, Paris.
- Carnet Dupuis (forse 1932), in  "Etudes sartriennes", 8, Presse Universitaire de Paris.

## 2005
- Théâtre complet, a cura di Michel Contat,  coll. "Bibliothèque de la Pléiade", Gallimard, Paris. Con gli inediti: 
  - Des Hommes-théâtre si l'on veut (1941-44 circa).
  - Lettre à Jean-Louis Barrault (1942).
  - La Part du feu (1954).
- Je connais ma naissance et je sens ma destinée: une scène écartée du "Diable et le Bon Dieu", in "Revue Internationale de Philosophie", I, 231, 2005.
- Notre Sartre, in "Les Temps Modernes", 632-633-634, luglio-ottobre, con gli inediti:
  - Morale et Histoire (1964).
  - Fragments de "Joseph Le Bon" (1955).
  - On naît plusieurs Socrate, on meurt seul, intervista con Claude Lanzmann (1967).
  - On peut dire qu'il y a, là, violation des droits de l'homme (1974).
- Esquisse pour la Critique de la raison dialectique, in "Études Sartriennes", 10, éd. Ousia, Paris.
- Sartre inédit, Entretien et témoignages (1967), DVD, a cura di Madeleine Gobeil e Claude Lanzmann, BNF, Paris.

## 2006
- Caractères. Quelques feuillets inédits du scénario "Joseph Le Bon" (1955), in "Études Sartriennes", 11, éd. Ousia, Paris.

## 2007
- Typhus (1943), soggetto del film di Yves Allégret, Gli orgogliosi.
- Pour une psychologie de l'homme féodal. L'amour courtois, in "Les Temps Modernes", 645, settembre-dicembre.

## 2008
- Ouragan sur le sucre II (appendice), in "Les Temps Modernes", 649, aprile.
- Mai-juin 1789. Manuscrit sur la naissance de l'Assemblée nationale (forse 1950), in "Études sartriennes", 12, éd. Ousia, Paris.
- Liberté-Égalité (1951), in "Études sartriennes", 12, éd. Ousia, Paris.

## 2010
- Les Mots et autres écrits autobiographiques, a cura di Jean-François Louette con la collaborazione di Gilles Philippe e Juliette Simont, coll. "Bibliothèque de la Pléiade", Gallimard, Paris.

## 2011
- John Gerassi, Entretiens avec Sartre, Seuil; trad. Raoul Kirchmayr, Parlando con Sartre. Conversazioni al caffè, Il Saggiatore, Milano 2011.